# Европска унија
Европска унија (ЕУ) је политички и привредни савез од 27 држава чланица које се налазе првенствено у Европи. Има укупну површину од 4.233.255 2 и око 450 милиона становника. ЕУ је често описивана као sui generis политички ентитет са карактеристикама било федерације или конфедерације.
Унутрашње јединствено тржиште је успостављено кроз стандардизовани систем закона који се примењује у свим државама чланицама само у оним питањима у којима су се државе договориле да делују као једна. Политика ЕУ има за циљ да обезбеди слободно кретање људи, роба, услуга и капитала кроз унутрашње тржиште, доноси законе у области судске власти и унутрашњих послова и одржи јединствену политику о трговини, пољопривреди, рибарству и регионалном развоју. Пасошке контроле су укинуте за путовања унутар шенгенске зоне. Монетарна унија је успостављена 1999. године, а ступила је на снагу 2002. и састоји се од 20 држава чланица које користе евро као службену валуту.
Унија и држављанство ЕУ су успостављени када је Мастришки уговор ступио на снагу 1993. ЕУ води своје порекло од Европске заједнице за угаљ и челик (ЕЗУЧ) и Европске економске заједнице (ЕЕЗ) — прва основана Париским уговором из 1951. и друга Римским уговором из 1957. Првобитне државе чланице онога што је постало познато као Европске заједнице биле су унутрашња шесторка: Белгија, Западна Немачка, Италија, Луксембург, Француска и Холандија. Заједнице и њихове наследнице су порасле у величини проширењем на 21 државу чланицу и у власти додавањем области политике у своју надлежност. Последњи велики амандман на уставну основу ЕУ, Лисабонски уговор, ступио је на снагу 2009. Уједињено Краљевство је 2020. постало једина држава чланица која је напустила ЕУ. Пре тога, четири територије држава чланица су напустиле ЕУ или њене претече. Неколико је држава које преговарају о придруживању Европској унији.
Са око 5,8 одсто светске популације, ЕУ је 2021. године остварила номинални бруто домаћи производ (БДП) од око 17,1 билион долара, што чини приближно 18 одсто глобалног номиналног БДП-а. Поред тога, све државе чланице ЕУ имају веома висок индекс хуманог развоја према Програму Уједињених нација за развој. ЕУ је 2012. године добила Нобелову награду за мир. Кроз Заједничку спољну и безбедносну политику, ЕУ је развила значајну улогу у спољним односима и одбрани. Има сталне дипломатске мисије широм света и део је Уједињених нација, Светске трговинске организације, Г7 и Г20. Због свог глобалног утицаја, поједини аналитичари су је описали као суперсилу у настајању.

## Историја

### Позадина
Током векова који су уследили након пада Рима 476. године, више европских држава је себе сматрало translatio imperii („пренос власти”) угашеног Римског царства: Франачко царство (481—843) и Свето римско царство (962—1806) били су покушаји да се васкрсне Рим на Западу. Ова политичка филозофија наднационалне владавине над континентом, слична примеру старог Римског царства, завршена је у раном средњем веку концептом renovatio imperii („обнова царства”), било у облику Reichsidee („империјална идеја”) или религиозно инспирисаним Imperium Christianum („хришћанско царство”). Средњовековни хришћански свет и политичка моћ папства наводе се као погодни за европску интеграцију и јединство.
У источним деловима континента, Руско царство, а на крају и Империја (1547—1917), прогласило је Москву за Трећи Рим и наследника источне традиције након пада Цариграда 1453. године. Јаз између грчког истока и латинског запада већ је био проширен политичким расцепом Римског царства у 4. веку и Великом расколом 1054. године, а на крају је поново проширен Гвозденом завесом (1945—1991) пре проширења Европске уније на источну Европу од 2004. надаље.
Паневропска политичка мисао се појавила током 19. века, инспирисана либералним идејама Француске и Америчке револуције након распада Наполеоновог царства (1804—1815). У деценијама након исхода Бечког конгреса, идеали европског јединства цветали су широм континента, посебно у делима Војћеха Јастшембовског (1799—1882) и Ђузепеа Мацинија (1805—1872). Термин Сједињене Европске Државе (фр. États-Unis d'Europe) користио је у то време Виктор Иго (1802—1885) током говора на Међународном мировном конгресу одржаном у Паризу 1849:
Доћи ће дан када ће сви народи на нашем континенту формирати европско братство ... Доћи ће дан када ћемо видети ... Сједињене Америчке Државе и Сједињене Европске Државе лицем у лице, како посежу једна према другој преко мора.
Током међуратног периода, свест да су национална тржишта у Европи била међузависна, али и конфронтирана, заједно са посматрањем већег и растућег америчког тржишта са друге стране океана, хранила је порив за економском интеграцијом континента. Године 1920, залажући се за стварање европске економске уније, британски економиста Џон Мејнард Кејнс написао је да „треба основати Слободну унију ... да се не намећу никакве протекционистичке тарифе против производа других чланица Уније.” Током исте деценије, Рихард фон Куденхове-Калерги, један од првих који је замислио модерну политичку унију Европе, основао је Паневропски покрет. Његове идеје су утицале на његове савременике, међу којима је био и тадашњи премијер Француске Аристид Бријан. Бријан је 1929. године одржао говор у корист Европске уније пред скупштином Друштва народа, претече Уједињених нација. У радијском обраћању у марту 1943. године, док је рат још увек трајао, британски вођа сер Винстон Черчил је позитивно говорио о „обнављању праве величине Европе” када се постигне победа, а размишљао о послератном стварању „Савета Европе” који би окупио европске нације ради изградње мира.

### Прелиминарна (1945—1957)
После Другог светског рата, европске интеграције су сматране противотровом за екстремни национализам који је разорио делове континента. У говору одржаном 19. септембра 1946. на Универзитету у Цириху, Винстон Черчил је отишао корак даље и заговарао настанак Сједињених Европских Држава. Хашки конгрес 1948. био је кључни тренутак у европској федералној историји, јер је довео до стварања Међународног европског покрета и Европског колеџа, где су будуће европске вође живеле и студирале заједно.
То је такође директно довело до оснивања Савета Европе 1949. године, првог великог покушаја да се нације Европе окупе, у почетку њих десет. Савет се првенствено фокусирао на вредности — људска права и демократију — уместо на економска или трговинска питања, а увек је био замишљен као форум где су суверене владе могле да изаберу да раде заједно, без наднационалне власти. То је побудило велике наде у даљу европску интеграцију, а током две године које су уследиле водиле су се бурне дебате о томе како се то може постићи.
Године 1952. разочарани оним што су сматрали недостатком напретка у оквиру Савета Европе, шест нација одлучило је да оде корак даље и створи Европску заједницу за угаљ и челик, која је проглашена за „први корак у федерацији Европе”. Ова заједница је помогла економску интеграцију и координацију великог броја фондова Маршаловог плана из Сједињених Америчких Држава. Европске вође — Алчиде Де Гаспери из Италије, Жан Моне и Роберт Шуман из Француске и Пол-Анри Спак из Белгије схватили су да су угаљ и челик две индустрије неопходне за вођење рата и веровали су да ће, повезујући своје националне индустрије заједно, будући рат између њихових нација постати много мање вероватан. Ови људи и други су званично заслужни као оснивачи Европске уније.

### Римски уговор (1957—1992)
Године 1957, Белгија, Западна Немачка, Италија, Луксембург, Француска и Холандија потписале су Римски уговор, којим је створена Европска економска заједница (ЕЕЗ) и успостављена царинска унија. Они су такође потписали још један пакт о стварању Европске заједнице за атомску енергију (Евроатом) за сарадњу у развоју нуклеарне енергије. Оба уговора ступила су на снагу 1958. године.
ЕЕЗ и Евроатом су створени одвојено од ЕЗУЧ и делили су исте судове и заједничку скупштину. ЕЕЗ је предводио Волтер Холштајн (комисија Халштајна), а Евратом је предводио Луис Арман (комисија Армана), а затим Етјен Хирш. Евратом је требало да интегрише секторе у нуклеарној енергији, док би ЕЕЗ развио царинску унију међу чланицама.
Током 1960-их, почеле су да се појављују тензије, а Француска је настојала да ограничи наднационалну моћ. Ипак, 1965. је постигнут споразум и 1. јула 1967. Уговором о спајању створен је јединствен скуп институција за три заједнице, назване Европске заједнице. Жан Реј је председавао првом спојеном комисијом (комисија Реја).
Године 1973, заједнице су проширене на Данску (укључујући Гренланд, који је касније напустио Заједнице 1985. године, након спора око права на риболов), Ирску и Уједињено Краљевство. Норвешка је у исто време преговарала о придруживању, али су норвешки бирачи на референдуму одбили чланство. Године 1979, одржани су први директни избори за Европски парламент.
Грчка се придружила 1981, а Португалија и Шпанија 1986. године. Шенгенски уговор је 1985. отворио пут за стварање отворених граница без пасошке контроле између већине држава чланица и неких држава које нису чланице. Године 1986, ЕЕЗ је почела да користи заставу Европе и потписан је Јединствени европски акт.
Године 1990, након пада Источног блока, бивша Источна Немачка је постала део заједница као део уједињене Немачке.

### Мастришки уговор (1992—2007)
Европска унија је формално успостављена када је Мастришки уговор — чији су аутори Хелмут Кол и Франсоа Митеран — ступио на снагу 1. новембра 1993. године. Уговор је такође дао назив Европска заједница, иако се као таква помињала и пре уговора. Са даљим проширењем планираним да обухвати бивше комунистичке државе средње и источне Европе, као и Кипар и Малту, Копенхашки критеријуми за кандидате за чланство у ЕУ усаглашени су у јуну 1993. године. Проширење ЕУ увело је нови ниво сложености и несклада. Године 1995, Аустрија, Финска и Шведска су приступиле ЕУ.
Године 2002, новчанице и кованице евра замениле су националне валуте у 12 држава чланица. Од тада се еврозона повећала на 19 земаља. Евро је постао друга највећа резервна валута на свету. У 2004. години, ЕУ је доживела највеће проширење до сада када су Естонија, Кипар, Летонија, Литванија, Мађарска, Малта, Пољска, Словачка, Словенија и Чешка приступиле унији.

### Лисабонски уговор (2007—данас)
Бугарска и Румунија су 2007. постале чланице ЕУ. Касније те године, Словенија је усвојила евро, а затим Кипар и Малта 2008, Словачка 2009, Естонија 2011, Летонија 2014. и Литванија 2015. године.
Лисабонски уговор је ступио на снагу 1. децембра 2009. и реформисао многе аспекте ЕУ. Конкретно, промењена је правна структура Европске уније, спајајући систем три стуба ЕУ у јединствено правно лице са правним субјектом, створен је стални председник Европског савета, од којих је први био Херман ван Ромпој, и ојачано је место високог представника Уније за спољну политику и безбедност.
ЕУ је 2012. године добила Нобелову награду за мир за „допринос унапређењу мира и помирења, демократије и људских права у Европи.” Хрватска је 2013. године постала 28. чланица ЕУ.
Од почетка 2010-их, кохезија Европске уније била је тестирана на неколико питања, као што су дужничка криза у неким од земаља еврозоне, повећање миграције из Африке и Азије и иступање Уједињеног Краљевства из ЕУ. Референдум у Великој Британији о чланству у Европској унији одржан је 2016. године, а 51,9 одсто учесника гласало је за излазак. УК је званично обавестило Европски савет о својој о напуштању 29. марта 2017. године, чиме је покренуло формалну процедуру повлачења за излазак из ЕУ; након проширења процеса, УК је напустило Европску унију 31. јануара 2020, иако је већина области права ЕУ наставила да се примењује на УК током прелазног периода који је трајао до 23.00 GMT 31. децембра 2020. године.

## Демографија

### Становништво
До 1. фебруара 2020. године, становништво Европске уније чинило је око 447 милиона људи (5,8 одсто светске популације). У 2015. години у ЕУ-28 рођено је 5,1 милион деце, што одговара стопи наталитета од 10 на 1.000, што је 8 рођених испод светског просека. Поређења ради, стопа наталитета у ЕУ-28 износила је 10,6 у 2000, 12,8 у 1985. и 16,3 у 1970. години. Стопа раста становништва била је позитивна на процењених 0,23 посто у 2016. години.
У 2010. години, 47,3 милиона људи који су живели у ЕУ рођено је ван своје родне земље. Ово одговара 9,4 одсто укупне популације ЕУ. Од тога, 31,4 милиона (6,3 процента) је рођено ван ЕУ, а 16,0 милиона (3,2 процента) је рођено у другој држави чланици ЕУ. Највећи апсолутни број људи рођених ван ЕУ био је у Немачкој (6,4 милиона), Француској (5,1 милиона), Уједињеном Краљевству (4,7 милиона), Шпанији (4,1 милиона), Италији (3,2 милиона) и Холандији (1,4 милиона). У 2017. години, око 825.000 људи стекло је држављанство једне државе чланице Европске уније. Највеће групе су били држављани Марока, Албаније, Индије, Турске и Пакистана. 2,4 милиона имиграната из земаља које нису чланице ЕУ ушло је у ЕУ 2017. године.

### Урбанизација
ЕУ садржи око 40 урбаних подручја са становништвом од преко милион. Са становништвом од преко 13 милиона, Париз је највећа градска област и једини мегаград у ЕУ. После Париза следе Мадрид, Барселона, Берлин, Рур, Милано и Рим, сви са метрополским становништвом од преко 4 милиона.
ЕУ такође има бројне полицентричне урбанизоване регије као што су Рајна-Рур (Келн, Дортмунд, Диселдорф и др.), Рандстад (Амстердам, Ротердам, Хаг, Утрехт и др.), Рајна-Мајна (Франкфурт на Мајни, Висбаден, Мајнц и др.), Фламански дијамант (Антверпен, Брисел, Левен, Гент и др.) и област Горње Шлеске (Катовице, Острава и др.).

### Језици
| Језик       | Изворни говорници | Укупно |
| ----------- | ----------------- | ------ |
| немачки     | 18%               | 32%    |
| француски   | 13%               | 26%    |
| италијански | 12%               | 16%    |
| шпански     | 8%                | 15%    |
| пољски      | 8%                | 9%     |
| румунски    | 5%                | 5%     |
| холандски   | 4%                | 5%     |
| грчки       | 3%                | 4%     |
| мађарски    | 3%                | 3%     |
| португалски | 2%                | 3%     |
| чешки       | 2%                | 3%     |
| шведски     | 2%                | 3%     |
| бугарски    | 2%                | 2%     |
| енглески    | 1%                | 51%    |
| словачки    | 1%                | 2%     |
| дански      | 1%                | 1%     |
| фински      | 1%                | 1%     |
| литвански   | 1%                | 1%     |
| хрватски    | 1%                | 1%     |
| словеначки  | <1%               | <1%    |
| естонски    | <1%               | <1%    |
| ирски       | <1%               | <1%    |
| летонски    | <1%               | <1%    |
| малтешки    | <1%               | <1%    |

Европска унија има 24 службена језика: бугарски, грчки, дански, енглески, естонски, ирски, италијански, мађарски, малтешки, летонски, литвански, немачки, пољски, португалски, румунски, словачки, словеначки, фински, француски, холандски, хрватски, чешки, шведски и шпански. Важни документи, попут закона, преводе се на све службене језике, а Европски парламент обезбеђује превод докумената и пленарних седница.
Због великог броја службених језика, већина институција користи само неколико радних језика. Европска комисија води своје интерно пословање на три процедурална језика: енглеском, француском и немачком. Слично, Суд правде Европске уније користи француски као радни језик, док Европска централна банка своје послове обавља првенствено на енглеском.
Иако је језичка политика одговорност држава чланица, институције ЕУ промовишу вишејезичност међу својим грађанима. У 2012. години, енглески је био најраспрострањенији језик у ЕУ, а разумело га је 51 одсто становништва ЕУ, рачунајући и говорнике којима је матерњи језик и оне којима није матерњи језик. Међутим, након изласка УК из блока почетком 2020. године, проценат становништва ЕУ који говори енглески као матерњи језик пао је са 13 одсто на 1 одсто. Немачки је матерњи језик који се најчешће говори (18 процената становништва ЕУ) и други страни језик који се највише разуме, а следи га француски (13 процената становништва ЕУ). Поред тога, оба су званични језици неколико држава чланица ЕУ. Више од половине (56 процената) грађана ЕУ је у могућности да се укључи у разговор на језику који није њихов матерњи.
Укупно двадесет званичних језика ЕУ припада индоевропској језичкој породици, коју представљају балтословенски, италски, германски, хеленски и келтски огранци. Само четири језика, односно мађарски, фински, естонски (сва три уралска) и малтешки (семитски), нису индоевропски језици. Три званична писма Европске уније (ћирилица, латиница и модерни грчки) потичу од архаичних грчких писама.
Луксембуршки (у Луксембургу) и турски (на Кипру) су једина два национална језика која нису званични језици ЕУ. Дана 26. фебруара 2016. године, објављено је да је Кипар затражио да турски постане званични језик ЕУ, у „гесту” који би могао да помогне у решавању поделе земље. Већ 2004. године, било је планирано да турски постане званични језик када се Кипар поново уједини.
Поред 24 званична језика, постоји око 150 регионалних и мањинских језика, које говори и до 50 милиона људи. Каталонски, галицијски и баскијски нису признати службени језици Европске уније, али имају званични статус у једној држави чланици (Шпанији): стога се на њих врше званични преводи уговора и грађани имају право да се обрате институцијама на овим језицима. Европска повеља о регионалним или мањинским језицима коју је ратификовала већина држава ЕУ пружа опште смернице које државе могу следити како би заштитиле своје језичко наслеђе. Европски дан језика се одржава сваке године 26. септембра и има за циљ подстицање учења језика широм Европе.

### Религија
| Припадност             | одсто становништва ЕУ | одсто становништва ЕУ |
| ---------------------- | --------------------- | --------------------- |
| хришћанска             | 71,6                  | 71.6                  |
| католичка              | 45,3                  | 45.3                  |
| протестантска          | 11,1                  | 11.1                  |
| православна            | 9,6                   | 9.6                   |
| друга хришћанска       | 5,6                   | 5.6                   |
| муслиманска            | 1,8                   | 1.8                   |
| друге вере             | 2,6                   | 2.6                   |
| нерелигиозна           | 24,0                  | 24                    |
| неверничка/агонистичка | 13,6                  | 13.6                  |
| атеистичка             | 10,4                  | 10.4                  |

ЕУ нема формалну везу ни са једном религијом. Члан 17 Уговора о функционисању Европске уније признаје „статус цркава и верских удружења према националном закону”, као и статус „филозофских и неконфесионалних организација”.
У преамбули Уговора о Европској унији помиње се „културно, верско и хуманистичко наслеђе Европе”. Дискусија о нацртима текстова Европског устава и касније Лисабонског уговора садржи предлоге да се у преамбули текста спомене хришћанство или бог или обоје, али је та идеја наишла на противљење и од ње се одустало.
Хришћани у Европској унији подељени су између припадника католицизма (и римокатоличког и православног обреда), бројних протестантских деноминација (англиканци, лутерани и реформисани који чине већину ове категорије) и православне цркве. У 2009 години, ЕУ је имала процењено муслиманско становништво од 13 милиона, а процењено јеврејско становништво од преко милион. Друге светске религије будизам, хиндуизам и сикизам такође су заступљене у популацији ЕУ.
Према новим анкетама Евростатовог Евробарометра о религиозности у Европској унији 2015. године, хришћанство је највећа религија у Европској унији и чини 71,6 одсто становништва ЕУ. Католици су највећа хришћанска група, са 45,3 одсто становништва ЕУ, док протестанти чине 11,1 одсто, православци 9,6 одсто, а остали хришћани 5,6 одсто.
Истраживања Евробарометра показала су 2005. да 52 одсто грађана ЕУ верује у бога, 27 одсто у „неку врсту духа или животне снаге”, а 18 одсто чине неверници. Многе земље су искусиле пад посећености и чланства у цркви последњих година. Земље у којима је најмање људи пријавило верска уверења су Естонија (16 процената) и Чешка (19 процената). Најрелигиозније земље биле су Малта (95 одсто, претежно католичке), као и Кипар и Румунија (обе претежно православне), свака са око 90 одсто грађана који исповедају веру у свог бога. Широм ЕУ, веровање је било веће код жена, старијих људи, оних са верским васпитањем, оних који су напустили школу са 15 или 16 година и оних који се „позиционирају на десној страни политичке скале”.

## Државе чланице
Кроз узастопна проширења, Европска унија је порасла са шест држава оснивача (Белгија, Западна Немачка, Италија, Луксембург, Француска и Холандија) на 27 чланица. Земље приступају унији тако што постају чланице оснивачких уговора, подвргавајући се привилегијама и обавезама чланства у ЕУ. Ово подразумева делимично делегирање суверенитета институцијама у замену за представљање унутар тих институција, пракса која се често назива „удруживањем суверенитета”.
Да би постала чланица, држава мора испунити Копенхашке критеријуме, дефинисане на састанку Европског савета у Копенхагену 1993. године. Ово захтева стабилну демократију која поштује људска права и владавину права; функционалну тржишну економију и прихватање обавеза чланства, укључујући право ЕУ. Процена испуњавања критеријума од стране земље је одговорност Европског савета. Члан 50 Лисабонског уговора даје основу за напуштање ЕУ. Две територије су напустиле Унију: Гренланд (аутономна покрајина Данске) се повукао 1985. године; Уједињено Краљевство се званично позвало на члан 50 Консолидованог уговора о Европској унији 2017. и постало једина суверена држава која је изашла када се повукла из ЕУ 2020. године.
Седам држава се воде као кандидати за чланство: Албанија, Молдавија, Северна Македонија, Србија, Турска, Украјина и Црна Гора. Норвешка, Швајцарска и Исланд су раније поднеле пријаве за чланство, али су их касније замрзнуле или повукле. Босна и Херцеговина, Грузија и Република Косово су званично признати као потенцијални кандидати, с тим да су Босна и Херцеговина и Грузија поднеле пријаве за чланство.
Четири земље које чине Европску асоцијацију за слободну трговину (ЕАСТ) нису чланице ЕУ, али су се делимично обавезале на економију и прописе ЕУ: Исланд, Лихтенштајн и Норвешка, које су део јединственог тржишта кроз Европски економски простор, и Швајцарска, која има сличне везе кроз билатералне уговоре. Односи европских микродржава, Андоре, Ватикана, Монака и Сан Марина чине коришћење евра и друге области сарадње.
| Држава      | Главни град | Приступање      | Становништво | Површина    | Густина насељености | Посланици |
| ----------- | ----------- | --------------- | ------------ | ----------- | ------------------- | --------- |
| Аустрија    | Беч         | 1. јануар 1995. | 8.978.929    | 83.855 km2    | 107 ст./km2           | 19        |
| Белгија     | Брисел      | Оснивач         | 11.617.623   | 30.528 km2    | 381 ст./km2           | 21        |
| Бугарска    | Софија      | 1. јануар 2007. | 6.838.937    | 110.994 km2   | 62 ст./km2            | 17        |
| Грчка       | Атина       | 1. јануар 1981. | 10.459.782   | 131.990 km2   | 79 ст./km2            | 21        |
| Данска      | Копенхаген  | 1. јануар 1973. | 5.873.420    | 43.075 km2    | 136 ст./km2           | 14        |
| Естонија    | Талин       | 1. мај 2004.    | 1.331.796    | 45.227 km2    | 29 ст./2            | 7         |
| Ирска       | Даблин      | 1. јануар 1973. | 5.060.004    | 70.273 km2    | 72 ст./km2            | 13        |
| Италија     | Рим         | Оснивач         | 59.030.133   | 301.338 km2   | 200 ст./km2           | 76        |
| Кипар       | Никозија    | 1. мај 2004.    | 904.705      | 9.251 km2     | 98 ст./km2            | 6         |
| Летонија    | Рига        | 1. мај 2004.    | 1.875.757    | 64.589 km2    | 29 ст./2            | 8         |
| Литванија   | Вилњус      | 1. мај 2004.    | 2.805.998    | 65.200 km2    | 43 ст./km2            | 11        |
| Луксембург  | Луксембург  | Оснивач         | 645.397      | 2.586 km2     | 259 ст./km2           | 6         |
| Мађарска    | Будимпешта  | 1. мај 2004.    | 9.689.010    | 93.030 km2    | 104 ст./2           | 21        |
| Малта       | Валета      | 1. мај 2004.    | 520.971      | 316 km2       | 1.649 ст./km2         | 6         |
| Немачка     | Берлин      | Оснивач         | 83.237.124   | 357.021 km2   | 233 ст./km2           | 96        |
| Пољска      | Варшава     | 1. мај 2004.    | 37.654.247   | 312.685 km2   | 120 ст./km2           | 52        |
| Португалија | Лисабон     | 1. јануар 1986. | 10.352.042   | 92.390 km2    | 112 ст./km2           | 21        |
| Румунија    | Букурешт    | 1. јануар 2007. | 19.042.455   | 238.391 km2   | 80 ст./km2            | 33        |
| Словачка    | Братислава  | 1. мај 2004.    | 5.434.712    | 49.035 km2    | 111 ст./km2           | 14        |
| Словенија   | Љубљана     | 1. мај 2004.    | 2.107.180    | 20.273 km2    | 104 ст./2           | 8         |
| Финска      | Хелсинки    | 1. јануар 1995. | 5.548.241    | 338.424 km2   | 16 ст./km2            | 14        |
| Француска   | Париз       | Оснивач         | 67.871.925   | 640.679 km2   | 106 ст./2           | 79        |
| Холандија   | Амстердам   | Оснивач         | 17.590.672   | 41.543 km2    | 423 ст./km2           | 29        |
| Хрватска    | Загреб      | 1. јул 2013.    | 3.862.305    | 56.594 km2    | 68 ст./km2            | 12        |
| Чешка       | Праг        | 1. мај 2004.    | 10.516.707   | 78.866 km2    | 133 ст./km2           | 21        |
| Шведска     | Стокхолм    | 1. јануар 1995. | 10.452.326   | 449.964 km2   | 23 ст./km2            | 21        |
| Шпанија     | Мадрид      | 1. јануар 1986. | 47.432.893   | 504.030 km2   | 94 ст./km2            | 59        |
| Укупно 27   | Укупно 27   | Укупно 27       | 446.735.291  | 4.233.262 km2 | 106 ст./2           | 705       |

## Географија
Земље чланице Европске уније покривају површину од 4.233.262 km². Највиши врх ЕУ је Монблан у Грајским Алпима, 4.810,45 метара изнад нивоа мора. Најниже тачке у ЕУ су Ламефјорд и Цуидпласполдер, на 7 m испод нивоа мора. На пејзаж, климу и економију ЕУ утиче њена обала дуга 65.993 km.
Укључујући прекоморске територије Француске које се налазе изван европског континента, али које су чланице Уније, ЕУ чини већина типова климе од Арктика (североисточна Европа) до тропске (Француска Гвајана), што представља метеоролошке просеке за ЕУ у целини бесмислена. Већина становништва живи у подручјима са умереном приморском климом (северозападна и средња Европа), средоземном климом (јужна Европа) или топлом летњом континенталном или хемибореалном климом (северни Балкан и средња Европа).
Становништво ЕУ је високо урбанизовано, са око 75 процената становника који живе у урбаним срединама, према подацима из 2006. године. Градови су углавном распоређени широм ЕУ са великим групама у и око Бенелукса.
Неколико прекоморских територија и зависности различитих држава чланица такође су формално део ЕУ.

## Политика
Европска унија функционише кроз хибридни систем наднационалног и међувладиног одлучивања и по принципима преношења (који каже да треба да делује само у границама надлежности које су јој поверене уговорима) и супсидијарности (који каже да треба да делује само тамо где се циљ не може у довољној мери постићи тако што државе чланице делују саме). Закони које доносе институције ЕУ доносе се у различитим облицима. Уопштено говорећи, могу се сврстати у две групе: оне које ступају на снагу без потребе за националним имплементационим мерама (прописи) и оне које посебно захтевају националне мере за спровођење (директиве).
Уставно, ЕУ има неке сличности и са конфедерацијом и са федерацијом, али се није формално дефинисала ни као једно ни друго. (Нема формални устав: њен статус је дефинисан Уговором о Европској унији и Уговором о функционисању Европске уније). Више је интегрисана него традиционална конфедерација држава јер општи ниво власти широко користи гласање квалификованом већином у неким одлукама међу државама чланицама, уместо да се ослања искључиво на једногласност. Мање је интегрисана од савезне државе јер није држава сама по себи: суверенитет наставља да тече „одоздо према горе”, од неколико народа у одвојеним државама чланицама, пре него из једне недиференциране целине. Ово се огледа у чињеници да државе чланице остају „господари уговора”, задржавајући контролу над доделом надлежности унији кроз уставне промене (чиме задржавају тзв. Kompetenz-kompetenz); у томе што задржавају контролу над употребом оружане силе; задржавају контролу опорезивања и тиме задржавају право једностраног повлачења према члану 50 Уговора о Европској унији. Поред тога, принцип супсидијарности захтева да се тако утврде само она питања која морају бити колективно утврђена.
Европска унија има седам главних тела за доношење одлука, своје институције: Европски парламент, Европски савет, Савет Европске уније, Европска комисија, Суд правде Европске уније, Европска централна банка и Европски финансијски суд. Надлежност у разматрању и изменама и допунама закона деле Савет Европске уније и Европски парламент, док извршне послове обавља Европска комисија, а у ограниченом капацитету Европски савет (не поистовећивати са поменутим Саветом Европске уније). Монетарну политику еврозоне одређује Европска централна банка. Тумачење и примену права ЕУ и уговора обезбеђује Суд правде Европске уније. Буџет ЕУ је под надзором Европског ревизорског суда. Такође постоји низ помоћних тела која саветују ЕУ или делују у одређеној области.
Политика ЕУ се углавном проглашава директивама ЕУ, које се потом имплементирају у домаће законодавство њених држава чланица, и прописима ЕУ, који се одмах примењују у свим државама чланицама. Лобирање на нивоу ЕУ од стране посебних интересних група је регулисано како би се покушале балансирати тежње приватних иницијатива са процесом доношења одлука од јавног интереса.

### Институције
| | | | |
| Европски савет | Савет Европске уније | Европски парламент | Европска комисија |
| Даје подстицај и правац | Законодавно тело | Законодавно тело | Извршно тело |
| Седиште у Бриселу, Белгија | Седиште у Бриселу, Белгија. Састаје се у Луксембургу, Луксембург и априлу, јуну и октобру                                                                   | Састаје се у Стразбуру, Француска и Бриселу, Белгија. Седиште секретаријата у Луксембургу, Луксембург. | Седиште у Бриселу, Белгија. Разна одељења и службе смештене у Луксембургу, Луксембург. |
| Утврђује опште политичке правце и приоритете Уније тако што окупља шефове држава/влада својих држава чланица (изабране извршне директоре). Закључци самита (одржавају се најмање једном квартално) усвајају се консензусом. | Окупља министре одељења влада држава чланица. Служи да директно представља различите владе и потребно је њено одобрење да би сваки предлог ступио на снагу. | Састоји се од 705 директно изабраних представника. Са Саветом ЕУ дели једнака законодавна овлашћења да измени, одобри или одбије предлоге Комисије за већину области законодавства ЕУ. Његова овлашћења су ограничена у областима у којима државе чланице сматрају да је суверенитет од примарног значаја (тј. одбрана). Бира председника комисије, мора да одобри колегијум комесара и може гласати за њихово заједничко уклањање са функције. | Једина институција овлашћена да предлаже законе, служи као „чувар уговора”. Састоји се од извршног кабинета јавних званичника, на челу са индиректно изабраним председником. Овај колегијум комесара управља и усмерава сталну државну службу комисије. Он претвара циљеве консензуса Европског савета у законске предлоге. |

#### Европски савет
Европски савет даје политички правац ЕУ. Састаје се најмање четири пута годишње и састоји се од председника Европског савета (тренутно Шарл Мишел), председника Европске комисије и једног представника по држави чланици (било њеног шефа државе или шефа владе). На његовим састанцима учествује и високи представник Уније за спољне послове и безбедносну политику (тренутно Жозеп Борељ). Неки су га описали као „врховни политички ауторитет” Уније. Активно је укључен у преговоре о изменама уговора и дефинише политички дневни ред и стратегије ЕУ.
Европски савет користи своју улогу вође да реши спорове између држава чланица и институција, као и да реши политичке кризе и несугласице око контроверзних питања и политика. Делује споља као „колективни шеф државе” и ратификује важне документе (на пример, међународне споразуме и уговоре).
Задаци председника Европског савета су обезбеђивање спољног представљања ЕУ, постизање консензуса и решавање разлика међу државама чланицама, како током састанака Европског савета, тако и током периода између њих.
Европски савет не треба поистовећивати са Саветом Европе, међународном организацијом независном од ЕУ са седиштем у Стразбуру.

#### Европска комисија
Европска комисија делује и као извршни део ЕУ, одговорна за свакодневно функционисање ЕУ, али и као законодавни иницијатор, са јединим овлашћењем да предлаже законе за расправу. Комисија је „чувар уговора” и одговорна је за њихов ефикасан рад и функционисање. Она дефакто функционише као владинн кабинет, са 27 европских комесара за различите области политике, по један из сваке државе чланице, иако су комесари дужни да заступају интересе ЕУ као целине, а не своје матичне државе.
Један од 27 је председник Европске комисије (тренутно Урзула фон дер Лајен за 2019—2024), ког именује Европски савет, уз одобрење парламента. После председника, најистакнутији комесар је високи представник Уније за спољне послове и безбедносну политику, који је по службеној дужности потпредседник Европске комисије, а бира га и Европски савет. Осталих 26 комесара накнадно именује Савет Европске уније у договору са именованим председником. 27 комесара као једно тело подлеже одобрењу (или на други начин) гласањем Европског парламента.

#### Савет Европске уније
Савет Европске уније (који се назива и Савет и „Савет министара”, његов ранији назив) чини половину законодавног тела ЕУ. Састоји се од представника влада сваке државе чланице и састаје се у различитим саставима у зависности од области политике којом се бави. Без обзира на различите конфигурације, сматра се да је једно тело. Поред законодавних функција, чланови савета имају и извршне одговорности, као што су развој заједничке спољне и безбедносне политике и координација широких економских политика унутар Уније. Председништво савета ротира између држава чланица, а свака га држи шест месеци. Од 1. јула 2022. године ту позицију држи Француска.
У неким политикама постоји неколико држава чланица које се удружују са стратешким партнерима унутар Уније. Примере таквих савеза чине Вишеградска група, Бенелукс, Балтичка скупштина, Нова Ханзашка лига, Вајмарски троугао, Лублински троугао, ЕУ мед група, Крајовска група и Букурештанска деветка.

#### Европски парламент
Европски парламент је једна од три законодавне институције ЕУ, која заједно са Саветом Европске уније има задатак да измени и одобри предлоге Европске комисије. 705 посланика у Европском парламенту директно бирају грађани ЕУ сваких пет година на основу пропорционалног изборног система. Посланици ЕП се бирају на националној основи и заседају према политичким групама, а не према националности. Свака земља има одређени број посланичких места и подељена је на поднационалне изборне јединице где то не утиче на пропорционалну природу гласачког система.
У редовној законодавној процедури, Европска комисија предлаже законе за које је потребно заједничко одобрење Европског парламента и Савета Европске уније. Овај процес се односи на скоро све области, укључујући и буџет ЕУ. Парламент је последње тело које одобрава или одбија предложено чланство у комисији и може изразити незадовољство комисији подношењем жалбе Суду правде. Председник Европског парламента (тренутно Роберта Метсоли) обавља улогу председника у парламенту и представља га споља. Председника и потпредседнике бирају посланици Европског парламента сваке две и по године.

### Буџет
Европска унија је имала договорени буџет од 120,7 милијарди евра за 2007. и 864,3 милијарде евра за период 2007—2013. године, што представља 1,10 одсто и 1,05 одсто предвиђања БНД-а ЕУ-27 за одговарајуће периоде. Године 1960, буџет тадашње Европске економске заједнице износио је 0,03 посто БДП-а.
У буџету за 2010. годину од 141,5 милијарди евра, највећа појединачна ставка расхода је „кохезија и конкурентност” са око 45 одсто укупног буџета. Следи „пољопривреда” са отприлике 31 одсто укупног броја. „Рурални развој, животна средина и рибарство” заузима око 11 одсто. „Администрација” чини око 6 одсто. „ЕУ као глобални партнер” и „грађанство, слобода, безбедност и правда” заузимају зачеље са око 6 процената и 1 проценат.
Финансијски суд је законски обавезан да парламенту и савету (конкретно, Савету за економска и финансијска питања) достави „изјаву о уверењу о поузданости рачуна и законитости и правилности основних трансакција”. Суд такође даје мишљења и предлоге о финансијском законодавству и акцијама против превара.
Европски финансијски суд је потписивао рачуне Европске уније сваке године од 2007. године и, иако је јасно ставио до знања да Европска комисија има још посла, истакао је да се већина грешака дешава на националном нивоу. У свом извештају за 2009. годину, суд су утврдио да је грешка значајно утицала на пет области расхода Уније, пољопривреду и кохезиони фонд. Европска комисија је 2009. године проценила да је финансијски ефекат неправилности био 1.863 милиона евра.
У новембру 2020. године, чланице Уније, Мађарска и Пољска, блокирале су одобравање буџета ЕУ на састанку у Комитету сталних представника, наводећи предлог који повезује финансирање са поштовањем владавине права. Буџет је чинио и фонд за опоравак од ковида 19 од 750 милијарди евра. Буџет би ипак могао бити одобрен ако Мађарска и Пољска повуку вето након даљих преговора у Савету и Европском савету.

### Надлежности
Државе чланице задржавају сва овлашћења која нису експлицитно дата Европској унији. У неким областима, ЕУ ужива искључиву надлежност. То су области у којима су се државе чланице одрекле сваког капацитета за доношење закона. У другим областима, ЕУ и њене државе чланице деле надлежност за доношење закона. Док обе могу да доносе законе, државе чланице то могу чинити само у мери у којој ЕУ није. У другим областима политике, ЕУ може само да координира, подржава и допуњује акцију држава чланица, али не може да доноси законе са циљем хармонизације националних закона.
То што одређена област политике спада у одређену категорију надлежности не мора нужно да указује на то која законодавна процедура се користи за доношење закона у тој области политике. Различите законодавне процедуре се користе у оквиру исте категорије надлежности, па чак и за исту област политике.
Расподела надлежности у различитим областима политике између држава чланица и уније подељена је у следеће три категорије:
| Искључива надлежност |

| Заједничка надлежност |

| Споредна надлежност |

| Унија има искључиву надлежност да доноси директиве и закључује међународне споразуме када је то предвиђено законодавним актом Уније о … |
| - царинској унији - успостављању правила конкуренције неопходних за функционисање унутрашњег тржишта - монетарној политици за државе чланице чија је валута евро - очувању морских биолошких ресурса у оквиру заједничке политике рибарства - заједничкој комерцијалној политици - склапању одређених међународних уговора |

| Државе чланице не могу вршити надлежност у областима у којима је то учинила Унија, а то су … |
| - унутрашње тржиште - социјална политика, за аспекте дефинисане Консолидованим уговором. - економске, друштвене и територијалне - пољопривреда и рибарство, без очувања морских биолошких ресурса - животна средина - заштита потрошача - транспорт - трансевропске мреже - енергија - области слободе, безбедности и правде - заједничка забринутост за безбедност у питањима јавног здравља, за аспекте дефинисане овим Уговором |

| Спровођење надлежности Уније неће довести до тога да државе чланице буду спречене у вршењу својих надлежности у … |
| - истраживању, технолошком развоју и свемиру. - развојној сарадњи, хуманитарној помоћи                            |

| Унија координира политике држава чланица или спроводи допуну њиховим заједничким политикама које нису обухваћене другде у …              |
| - координацији економских политика, политика запошљавања и социјалне политике - заједничкој спољној, безбедносној и одбрамбеној политици |

| Унија може да спроводи акције за подршку, координацију или допуну акција држава чланица у … |
| - заштити и унапређењу здравља људи - индустрији - култури - туризму - образовању, омладини, спорту и стручном оспособљавању - цивилној заштити (превенција катастрофа) - административној сарадњи |

## Правни систем и судска власт
Европска унија се темељи на низу уговора. Они су прво успоставили Европску заједницу и ЕУ, а затим извршили измене и допуне тих оснивачких уговора. Уговори су који дају моћ и који постављају широке политичке циљеве и успостављају институције са неопходним законским овлашћењима за спровођење тих циљева. Законска овлашћења чине могућност доношења закона који могу директно утицати на све државе чланице и њихове становнике. ЕУ има правно лице, са правом потписивања споразума и међународних уговора.
Према принципу супремације, национални судови су обавезни да спроводе уговоре које су њихове државе чланице ратификовале, а самим тим и законе донете на основу њих, чак и ако то захтева од њих да игноришу сукобљене националне законе, и (у границама) чак и уставне одредбе.
Доктрине о директном ефекту и супремацији нису експлицитно изложене у Европским уговорима, већ их је развио сам Суд правде током 1960-их, очигледно под утицајем његовог тада најутицајнијег судије, Француза Роберта Лекура.

### Суд правде Европске уније
Судска власт Европске уније се формално зове Суд правде Европске уније и састоји се од два суда: Суда правде и Општег суда. Суд правде првенствено се бави предметима које су преузеле државе чланице, институције и предметима које су му упутили судови држава чланица. Због доктрине директног дејства и супремације, многе пресуде Суда правде су аутоматски применљиве у унутрашњим правним порецима држава чланица.
Општи суд се углавном бави предметима које појединци и предузећа воде директно пред судовима ЕУ, а Суд за државну службу Европске уније суди у споровима између Европске уније и њене државне службе. На одлуке Општег суда може се уложити жалба Суду правде, али само на основу закона.

### Темељна права
Уговори проглашавају да је сама Европска унија „темељена на вредностима поштовања људског достојанства, слободе, демократије, једнакости, владавине права и поштовања људских права, укључујући права припадника мањина... у друштву у којој преовладавају плурализам, недискриминација, толеранција, правда, солидарност и једнакост између жена и мушкараца.”
Лисабонски уговор је 2009. године дао правно дејство Повељи Европске уније о темељним правима. Повеља је кодификовани каталог темељних права на основу којих се могу судити правни акти ЕУ. Он консолидује многа права која су претходно призната од стране Суда правде и која су проистекла из „уставних традиција заједничких државама чланицама”. Суд правде је одавно признао темељна права и повремено је поништио законодавство ЕУ због непоштовања истих.
Потписивање Европске конвенције о људским правима (ЕКЉП) је услов за чланство у ЕУ. Раније сама ЕУ није могла да приступи конвенцији јер нити је држава, нити је имала надлежност. Лисабонски уговор и Протокол 14 уз ЕКЉП-а су ово променили: први обавезује ЕУ да приступи конвенцији, док други то формално дозвољава.
ЕУ је независна од Савета Европе, иако имају заједничке циљеве и идеје, посебно о владавини права, људским правима и демократији. Штавише, Европску конвенцију о људским правима и Европску социјалну повељу, као и извор права за Повељу о темељним правима ствара Савет Европе. ЕУ је такође промовисала питања људских права у ширем свету. ЕУ се противи смртној казни и предложила је њено укидање широм света. Укидање смртне казне је услов за чланство у ЕУ.
Европска унија је 19. октобра 2020. године открила нове планове за стварање правне структуре која ће деловати против кршења људских права широм света. Очекује се да ће нови план Европској унији пружити већу флексибилност да циља и санкционише оне који су одговорни за озбиљна кршења и злоупотребе људских права широм света.

### Акти
Главни правни акти Европске уније долазе у три облика: прописи, директиве и одлуке. Прописи постају закон у свим државама чланицама оног тренутка када ступе на снагу, без потребе за било каквим мерама за спровођење и аутоматски превладавају противречне домаће одредбе. Директиве захтевају од држава чланица да постигну одређени резултат док им остављају дискреционо право у погледу тога како да постигну резултат. Детаљи о томе како ће се они имплементирати препуштени су државама чланицама. Када прође рок за спровођење директива, оне могу, под одређеним условима, имати директно дејство у националном праву против држава чланица.
Одлуке нуде алтернативу за два горе наведена модуса законодавства. Представљају правне акте који се примењују само на одређене појединце, предузећа или одређену државу чланицу. Они се најчешће користе у Закону о конкуренцији или одлукама о државној помоћи, али се такође често користе за процедурална или административна питања унутар институција. Прописи, директиве и одлуке су једнаке правне вредности и примењују се без икакве формалне хијерархије.

### Европски омбудсман
Европски омбудсман је успостављен Мастришким уговором. Омбудсмана бира Европски парламент на дужину мандата парламента, а функција се може обновити. Сваки грађанин или ентитет ЕУ може се обратити омбудсману да истражи институцију ЕУ на основу лошег управљања (административне неправилности, неправедност, дискриминација, злоупотреба овлашћења, неодговарање, одбијање информација или непотребно одлагање). Емили О’Рајли је омбудсман од 2013. године.

## Унутрашњи послови и миграције
Од стварања Европске уније 1993. године, она је развила своје надлежности у области судске власти и унутрашњих послова; у почетку на међудржавном нивоу, а касније и наднационалном. Сходно томе, унија је донела законе у областима као што су екстрадиција, породично право, закон о азилу и кривично правосуђе. Забране сексуалне и националне дискриминације одавно постоје у уговорима. Последњих година, они су допуњени овлашћењима за доношење закона против дискриминације на основу расе, вере, инвалидитета, старости и сексуалне оријентације. На основу ових овлашћења, ЕУ је донела законе о сексуалној дискриминацији на радном месту, старосној дискриминацији и расној дискриминацији.
ЕУ је такође успоставила агенције за координацију полицијских, тужилачких и имиграционих контрола широм држава чланица: Европол за сарадњу полицијских снага, Евроџаст за сарадњу између тужилаца и Фронтекс за сарадњу између органа граничне контроле. ЕУ такође управља Шенгенским информационим системом који обезбеђује заједничку базу података за полицијске и имиграционе власти. Ова сарадња се посебно морала развити са појавом отворених граница кроз Шенгенски уговор и повезаним прекограничним криминалом.
- Границе унутар шенгенске зоне између Немачке и Аустрије
- Седиште Европола у Хагу
- Седиште Евроџаста у Хагу
- Седиште Фронтекса у Варшави

## Спољни послови
Спољнополитичка сарадња између држава чланица датира од успостављања заједнице 1957. године, када су државе чланице преговарале као блок у међународним трговинским преговорима у оквиру заједничке трговинске политике ЕУ. Кораци за ширу координацију у спољним односима почели су 1970. године успостављањем Европске политичке сарадње која је створила процес неформалних консултација између држава чланица са циљем формирања заједничке спољне политике. Европска политичка сарадња је 1987. године уведена на формалној основи Јединственим европским актом. Мастришким уговором ЕПС је преименована у Заједничка спољна и безбедносна политика (ЗСБП).
Циљеви ЗСБП су да промовише и сопствене интересе ЕУ и интересе међународне заједнице у целини, као што су унапређење међународне сарадње, поштовање људских права, демократије и владавине права. ЗСБП захтева једногласност међу државама чланицама о одговарајућој политици коју треба следити у вези са било којим посебним питањем. Једногласност и тешка питања која се третирају у оквиру ЗСБП понекад доводе до несугласица, попут оних до којих је дошло због рата у Ираку. Координатор и представник ЗСБП у оквиру ЕУ је високи представник Уније за спољне послове и безбедносну политику који говори у име ЕУ у спољнополитичким и одбрамбеним питањима, а има задатак да артикулише ставове држава чланица на овим пољима политике у заједничко усклађивање. Високи представник је на челу Европске службе за спољне послове (ЕССП), јединственог одељења ЕУ које је званично спроведено и функционише од 1. децембра 2010. године поводом прве годишњице ступања на снагу Лисабонског уговора. ЕССП функционише као министарство спољних послова и дипломатски кор за Европску унију.
Поред новонастале међународне политике Европске уније, међународни утицај ЕУ се осећа и кроз њено проширење. Уочене користи од чланства у ЕУ делују као подстицај за политичке и економске реформе у државама које желе да испуне критеријуме за приступање ЕУ и сматрају се важним фактором који доприноси реформи европских бивших комунистичких земаља.‍:762 Овај утицај на унутрашње ствари других земаља генерално се назива „мека моћ”, за разлику од војне „тврде моћи”.

### Безбедност и одбрана
Претходници Европске уније нису били замишљени као војна алијанса јер је НАТО у великој мери сматран прикладним и довољним за одбрамбене сврхе. 21 чланица ЕУ је чланица НАТО-а, док преостале чланице следе политику неутралности. Западноевропска унија, војни савез са клаузулом о међусобној одбрани, распуштена је 2010. пошто је њена улога пребачена на ЕУ.
Од повлачења Уједињеног Краљевства, Француска је једина чланица званично призната као држава са нуклеарним оружјем и једини носилац сталног места у Савету безбедности Уједињених нација. Француска и Италија су такође једине земље ЕУ које имају могућности пројекције снаге ван Европе. Италија, Немачка, Холандија и Белгија учествују у НАТО дељењу нуклеарног оружја.
Већина држава чланица ЕУ противила се Уговору о забрани нуклеарног оружја.
Након рата на Косову и Метохији 1999. године, Европски савет се сложио да „Унија мора имати капацитет за аутономну акцију, подржану кредибилним војним снагама, средства да одлучи да их употреби, и спремност да то учини, како би одговорила на међународне кризе без прејудицирања акција НАТО-а”. У том циљу, уложени су бројни напори да се повећају војни капацитети ЕУ, посебно процесом Хелсиншког главног циља. После много дискусија, најконкретнији резултат је била иницијатива борбених група ЕУ, од којих је планирано да свака може брзо да распореди око 1500 људи.
Снаге ЕУ распоређене су у мировним мисијама од средње и северне Африке до западног Балкана и западне Азије. Војне операције ЕУ подржавају бројна тела, као што су Европска одбрамбена агенција, Сателитски центар Европске уније и Војни штаб Европске уније. Војни штаб Европске уније је највиша војна институција Европске уније, основана у оквиру Европског савета, а надовезује се на одлуке Европског савета у Хелсинкију (10—11. децембар 1999) које су позвале на успостављање сталне политичко-војне институције. Војни штаб Европске уније је у надлежности високог представника Уније за спољне послове и безбедносну политику и Политичко-безбедносног комитета. Он усмерава све војне активности у контексту ЕУ, као што су планирање и вођење војних мисија и операција у оквиру Заједничке безбедносне и одбрамбене политике и развој војних способности, а Политичком-безбедносном комитету даје војне савете и препоруке о војним питањима. Фронтекс је агенција ЕУ основана да управља сарадњом између националних граничних стражара који обезбеђују њене спољне границе. Његов циљ је да открије и заустави илегалну имиграцију, трговину људима и инфилтрацију терориста. Европска комисија је 2015. године представила свој предлог за нову Европску агенцију за граничну и обалску стражу која би имала јачу улогу и мандат заједно са националним властима за управљање границом. У ЕУ која се састоји од 27 чланица, значајна сарадња у области безбедности и одбране све се више ослања на сарадњу свих држава чланица.

### Хуманитарна помоћ
Одељење Европске комисије за хуманитарну помоћ и цивилну заштиту пружа хуманитарну помоћ из ЕУ земљама у развоју. У 2012. години, њен буџет је износио 874 милиона евра, 51 одсто буџета отишло је у Африку и 20 одсто у Азију, Латинску Америку, Карибе и Пацифик, а 20 одсто у Блиски исток и Медитеран.
Хуманитарна помоћ се финансира директно из буџета (70 процената) као део финансијских инструмената за спољно деловање, као и из Европског фонда за развој (30 процената). Финансирање спољних активности ЕУ подељено је на „географске” инструменте и „тематске” инструменте. „Географски” инструменти пружају помоћ кроз Инструмент развојне сарадње (ИРС, 16,9 милијарди евра, 2007—2013), који мора потрошити 95 одсто свог буџета на званичну развојну помоћ (ЗРП), и из Европског инструмента за суседство и партнерство (ЕИСП), који садржи неке релевантне програме. Европски развојни фонд (ЕРФ, 22,7 милијарди евра за период 2008—2013. и 30,5 милијарди евра за период 2014—2020) састоји се од добровољних доприноса држава чланица, али постоји притисак да се ЕРФ споји са буџетом који финансира инструменте за подстицање повећања доприноса како би се поклопило са циљем од 0,7 одсто и омогућило Европском парламенту бољи надзор.
У 2016. године, просек међу земљама ЕУ био је 0,4 одсто, а пет је испунило или премашило циљ од 0,7 одсто: Данска, Луксембург, Немачка, Уједињено Краљевство и Шведска. Ако се посматрају заједно, земље чланице ЕУ су највећи даваоци иностране помоћи у свету.

### Међународна сарадња и развојна партнерства
Европска унија користи инструменте спољних односа попут Европске политике суседства која настоји да земље на истоку и југу европске територије ЕУ повеже са унијом. Ове земље, првенствено земље у развоју, чине неке које желе да једног дана постану или чланице Европске уније или ближе интегрисане са Европском унијом. ЕУ нуди финансијску помоћ земљама у оквиру европског суседства, све док испуњавају строге услове реформе владе, економске реформе и других питања која окружују позитивну трансформацију. Овај процес је обично подржан акционим планом, како су се договорили и Брисел и циљна земља.
Међународно признање одрживог развоја као кључног елемента стално расте. Његова улога је препозната на три велика самита УН о одрживом развоју: Конференција УН о животној средини и развоју 1992. у Рио де Жанеиру; Светски самит о одрживом развоју 2002. у Јоханезбургу и Конференција УН о одрживом развоју 2012. у Рио де Жанеиру. Други кључни глобални споразуми су Паришки климатски споразум и Агенда за одрживи развој 2030 (Уједињене нације, 2015). Циљеви одрживог развоја су да све земље морају да стимулишу акцију у следећим кључним областима — људи, планета, просперитет, мир и партнерство — како би се ухватили у коштац са глобалним изазовима који су кључни за опстанак човечанства.
Развојна акција ЕУ темељи се на Европском консензусу о развоју, који су 20. децембра 2005. године усвојиле државе чланице ЕУ, Савет, Европски парламент и Комисија. Примењује се на основу принципа Приступа способности и Приступа развоју темељеног на правима.
Споразуми о партнерству и сарадњи су билатерални споразуми са земљама које нису чланице.

### Трговина
Европска унија је највећи извозник у свету и од 2008. године највећи увозник роба и услуга. Унутрашња трговина између држава чланица је потпомогнута уклањањем трговинских баријера као што су царине и граничне провере. У еврозони, трговини помаже то што већина чланица нема никакве валутне разлике.
Споразум о придруживању Европској унији чини нешто слично за много већи број земаља, делимично као такозвани меки приступ да се утиче на политику у тим земљама. Европска унија представља све своје чланице у Светској трговинској организацији (СТО) и делује у име држава чланица у свим споровима. Када ЕУ преговара о трговинском споразуму изван оквира СТО, накнадни споразум мора да одобри влада сваке појединачне државе чланице ЕУ.
Европска унија је успоставила споразуме о слободној трговини и друге споразуме са трговинском компонентом са многим земљама широм света и преговара са многим другим.
Суфицит у трговини услугама Европске уније порастао је са 16 милијарди долара у 2000. на више од 250 милијарди долара у 2018. години.
Године 2020, делом због пандемије ковида 19, Кина је постала највећи трговински партнер ЕУ, заменивши Сједињене Америчке Државе.

## Привреда
Као политички субјект, Европска унија је део Светске трговинске организације (СТО). Државе чланице ЕУ поседују процењено друго по величини нето богатство у свету после Сједињених Америчких Држава (105 билиона долара), које износи око 20 одсто (~60 билиона евра) од 36 билиона долара (~300 билиона евра) глобалног богатства.
19 држава чланица придружило се монетарној унији познатој као еврозона, која користи евро као јединствену валуту. Валутну унију представља 342 милиона грађана ЕУ. Евро је друга највећа резервна валута, као и друга најтргованија валута у свету после америчког долара.
Од 500 највећих светских корпорација по приходима у 2010. години, 161 има седиште у ЕУ. Године 2016. години незапосленост у ЕУ износила је 8,9 одсто, док је инфлација била 2,2 одсто, а салдо рачуна -0,9 одсто БДП-а. Просечна годишња нето зарада у Европској унији била је око 24.000 евра у 2015. години.
Постоје значајне варијације у номиналном БДП-у по глави становника унутар појединачних држава ЕУ. Разлика између најбогатијих и најсиромашнијих регија (281 НСТЈ-2 регија номенклатуре статистичке територијалне јединице) кретала се 2017. године од 31 одсто (Северозападен, Бугарска) од просека ЕУ28 (30.000 евра) до 253 одсто (Луксембург), или од 4.600 до 92.600 евра.

### Унутрашње тржиште
Два првобитна основна циља Европске економске заједнице била су развој заједничког тржишта, које је касније постало јединствено тржиште, и царинска унија између њених држава чланица. Јединствено тржиште подразумева слободан промет робе, капитала, људи и услуга унутар ЕУ, а царинска унија подразумева примену заједничке спољне тарифе на сву робу која улази на тржиште. Када је роба примљена на тржиште, не може бити подложна царинама, дискриминаторним порезима или увозним квотама, јер путује интерно. Земље које нису чланице ЕУ, Исланд, Лихтенштајн, Норвешка и Швајцарска учествују на јединственом тржишту, али не и у царинској унији. Половина трговине у ЕУ је покривена законодавством које је усагласила ЕУ.
Слободно кретање капитала има за циљ да омогући кретање инвестиција као што су куповина имовине и акција између земаља. Све до тежње ка економској и монетарној унији развој капиталних резерви је био спор. После мастришког уговора се брзо развијао корпус пресуда Европског суда правде у вези са овом слободом која је у почетку била занемарена. Слободно кретање капитала је јединствено утолико што је једнако омогућено државама нечланицама.
Слобода кретања људи значи да држављани ЕУ могу слободно да се крећу између држава чланица како би живели, радили, студирали или се пензионисали у другој земљи. То је захтевало смањење административних формалности и признавање стручних квалификација других држава.
Слободно кретање услуга и оснивања омогућава самозапосленим лицима да се крећу између држава чланица ради пружања услуга на привременој или трајној основи. Док услуге чине 60 до 70 процената БДП-а, законодавство у овој области није тако развијено као у другим областима. Овај недостатак је отклоњен Директивом о услугама из 2006. године која има за циљ либерализацију прекограничног пружања услуга. Према уговору, пружање услуга је резидуална слобода која се примењује само ако се не користи ниједна друга слобода.
- Национална лична карта ЕЕП (немачка верзија на слици)
- Европска возачка дозвола (хрватска верзија на слици)
- Европски пасош са именом државе чланице, националним грбом и речима „Европска унија” на њиховом службеном језику. (ирска верзија на слици)
- Европска регистарска таблица возила, која се састоји од плаве траке на левој страни са симболом заставе ЕУ, заједно са кодом државе чланице у којој је возило регистровано (словачка верзија на слици)

### Монетарна унија и финансијске услуге
Стварање јединствене европске валуте постало је званични циљ Европске економске заједнице 1969. Године 1992, пошто су преговарале о структури и процедурама валутне уније, државе чланице су потписале Мастришки уговор и биле су правно обавезне да испуне договорена правила, као што је критеријуме конвергенције, ако желе да се придруже монетарној унији. Државе које су желеле да учествују прво су морале да се придруже Европском валутном механизму.
Године 1999. почела је валутна унија, прво као рачуноводствена валута, са 11 држава чланица. Године 2002, валута је у потпуности уведена, када су издате евро новчанице и кованице, а националне валуте су почеле да се гасе у еврозони, коју је до тада чинило 12 држава чланица. Еврозона (коју чине земље чланице ЕУ које су усвојиле евро) је од тада нарасла на 19 земаља.
Евро, као и монетарна политика оних који су га усвојили у договору са ЕУ, под контролом су Европске централне банке (ЕЦБ). ЕЦБ је централна банка за еврозону и на тај начин контролише монетарну политику у тој области са агендом за одржавање стабилности цена. Налази се у центру Европског система централних банака, који обухвата све националне централне банке ЕУ и контролише га његов Генерални савет, који се састоји од председника ЕЦБ, кога именује Европски савет, потпредседника ЕЦБ и гувернера националних централних банака свих 27 земаља чланица ЕУ.
Европски систем финансијске супервизије је институционална архитектура оквира ЕУ за финансијску супервизију коју сачињавају три органа: Европска управа за банкарство, Европска управа за осигурање и професионалне пензије и Европска управа за хартије од вредности и тржишта. Као допуна овом оквиру, постоји и Европски одбор за системски ризик који је у надлежности централне банке. Циљ овог система финансијске контроле је да обезбеди економску стабилност ЕУ.
Како би спречиле да државе које се придруже након уласка у монетарну унију упадну у финансијске проблеме или кризу, оне су у Мастришком уговору биле обавезне да испуне важне финансијске обавезе и процедуре, посебно да покажу буџетску дисциплину и висок степен одрживе економске конвергенције, као и да се избегну превелики државни дефицити и ограниче државни дуг на одржив ниво.

### Индустрија и дигитална привреда
Радни сектори Европске комисије су: аеронаутика, аутомобилска индустрија, биотехнологија, хемикалије, грађевинарство, козметика, одбрана, електроника, ватрено оружје, храна и пиће, коцкање, здравство, поморство, механика, медицина, пошта, сировине, свемир, текстил, туризам, играчке и социјална економија.

### Енергија
| Потрошена енергија (2012)‍ | Потрошена енергија (2012)‍ | Потрошена енергија (2012)‍ | Потрошена енергија (2012)‍ | Потрошена енергија (2012)‍ |
| ------------------------- | ------------------------- | ------------------------- | ------------------------- | ------------------------- |
| Извор енергије            | Порекло                   |                           | Проценти                  |                           |
| уље                       | увезено                   |                           | 33%                       |                           |
| уље                       | домаће                    |                           | 6%                        |                           |
| гас                       | увезено                   |                           | 14%                       |                           |
| гас                       | домаће                    |                           | 9%                        |                           |
| нуклеарна                 | увезено                   |                           | 0%                        |                           |
| нуклеарна                 | домаће                    |                           | 13%                       |                           |
| угаљ/лигнит               | увезено                   |                           | 0%                        |                           |
| угаљ/лигнит               | домаће                    |                           | 10%                       |                           |
| обновљива                 | увезено                   |                           | 0%                        |                           |
| обновљива                 | домаће                    |                           | 7%                        |                           |
| остало                    | увезено                   |                           | 7%                        |                           |
| остало                    | домаће                    |                           | 1%                        |                           |

У 2006. години, ЕУ-27 је имала бруто унутрашњу потрошњу енергије од 1,825 милиона тона еквивалента нафте. Око 46 одсто потрошене енергије произведено је у државама чланицама, док је 54 одсто увезено. У овим статистикама, нуклеарна енергија се третира као примарна енергија произведена у ЕУ, без обзира на извор уранијума, од чега се мање од 3 процента производи у ЕУ.
ЕУ је већину свог постојања имала законодавну моћ у области енергетске политике; своје корене вуче из оригиналне Европске заједнице за угаљ и челик. Увођење обавезне и свеобухватне европске енергетске политике одобрено је на састанку Европског савета у октобру 2005, а први нацрт политике објављен је у јануару 2007. године..
ЕУ има пет кључних тачака у својој енергетској политици: повећање конкуренције на унутрашњем тржишту, подстицање инвестиција и јачање међуповезаности између електричних мрежа; диверсификовање енергетских ресурса бољим системима за одговор на кризу; успостављање новог оквира споразума за енергетску сарадњу са Русијом уз побољшање односа са енергетски богатим државама у Средњој Азији и Северној Африци; ефикасније коришћење постојеће залихе енергије уз повећање комерцијализације обновљиве енергије и повећање финансирања нових енергетских технологија.
У 2007. години, земље ЕУ у целини увезле су 82 одсто своје нафте, 57 одсто свог природног гаса и 97,48 одсто својих потреба за уранијумом. Три највећа добављача природног гаса за Европску унију су Русија, Норвешка и Алжир, који су чинили око три четвртине увоза у 2019. години. Постоји снажна зависност од руских енергената коју ЕУ покушава да смањи.

### Инфраструктура
Европска унија ради на побољшању прекограничне инфраструктуре, на пример преко трансевропских мрежа. Пројекте у оквиру њих чине Евротунел, LGV Est, железнички тунел Фрејус, Ересундски мост, тунел у бази Бренер и мост Месинског мореуза. У 2010. години процењена мрежа покрива: 75.200 km путева; 78.000 km пруга; 330 аеродрома; 270 поморских лука и 210 унутрашњих лука.
Железнички саобраћај у Европи се синхронизује са Европским системом управљања железничким саобраћајем (ЕСУЖС), иницијативом за значајно унапређење безбедности, повећање ефикасности возова и унапређење прекограничне интероперабилности железничког транспорта у Европи заменом сигналне опреме дигитализованим, углавном бежичним, верзијама и стварањем јединственог стандарда широм Европе за системе управљања и командовања возова.
Европске транспортне политике које се развијају повећаће притисак на животну средину у многим регијама повећањем транспортне мреже. У земљама чланицама ЕУ пре 2004. године, главни проблем у саобраћају су загушења и загађење. Након недавног проширења, нове државе које су се придружиле од 2004. године морале су да реше проблем транспорта. Пољска путна мрежа је унапређена А4.

### Телекомуникације и свемир
Навигациони систем Галилео је још један инфраструктурни пројекат ЕУ. Галилео је предложени систем за сателитску навигацију, који ће изградити ЕУ, а лансирати Европска свемирска агенција (ЕСА). Пројекат Галилео покренут је делимично да би се смањила зависност ЕУ од Глобалног позиционог система којим управљају САД, али и да би се пружила потпунија глобална покривеност и омогућила већа прецизност, с обзиром на застарелу природу ГПС система.

### Пољопривреда и рибарство
Заједничка пољопривредна политика (ЗПП) је једна од дуготрајних политика Европске заједнице. Политика има за циљ повећање пољопривредне производње, обезбеђивање сигурности у снабдевању храном, обезбеђивање високог квалитета живота пољопривредника, стабилизацију тржишта и обезбеђивање разумних цена за потрошаче. ЗПП је донедавно управљала системом субвенција и тржишних интервенција. До 1990-их, политика је чинила преко 60 одсто годишњег буџета тадашње Европске заједнице, а од 2013. године око 34 одсто.
Контрола цена политике и тржишне интервенције довеле су до знатне хиперпродукције. Интервентне продавнице производа је откупила заједница да би одржала минималне цене. Да би се ослободили вишкова залиха, оне су често продаване на светском тржишту по ценама знатно испод гарантованих цена Заједнице или су пољопривредницима нуђене субвенције (у висини разлике између цена у заједници и светским ценама) за извоз својих производа ван заједнице. Овај систем је критикован због потцењивања пољопривредника ван Европе, посебно оних у земљама у развоју. Присталице ЗПП тврде да им економска подршка коју даје пољопривредницима обезбеђује разуман животни стандард.
Од почетка 1990-их, ЗПП је била предмет низа реформи. Првобитно, ове реформе су чиниле увођење резерве 1988. године, где је део пољопривредног земљишта намерно повучен из производње, млечних квота и, у скорије време, „раздвајање” (или одвајање) новца који фармери добијају од ЕУ и количина коју производе (Фишлеровим реформама 2004). Пољопривредни расходи ће се удаљити од плаћања субвенција везаних за специфичне производе, ка директним плаћањима на основу величине фарме. Ово има за циљ да омогући тржишту да диктира нивое производње. Једна од ових реформи је подразумевала модификацију режима шећера у ЕУ, који је претходно поделио тржиште шећера између држава чланица и одређених афричко-карипских нација са привилегованим односом са ЕУ.

### Конкуренција
ЕУ води политику конкуренције која има за циљ да обезбеди здраву конкуренцију на јединственом тржишту.
Европски комесар за конкуренцију (тренутно Маргарета Вестагер) је једна од најмоћнијих позиција у комисији, позната по способности да утиче на комерцијалне интересе транснационалних корпорација. На пример, 2001. године комисија је по први пут спречила спајање два предузећа са седиштем у Сједињеним Америчким Државама (General Electric и Honeywell) које је већ одобрило њихова национална власт. Још један случај високог профила против Microsoft-а довео је до тога да је комисија казнила Microsoft са преко 777 милиона евра након девет година тужбе.

### Тржиште рада
Десезонирана стопа незапослености у ЕУ била је 6,7 одсто у септембру 2018. године. Стопа незапослености у еврозони износила је 8,1 одсто. Међу државама чланицама, најниже стопе незапослености забележене су у Чешкој (2,3 одсто), Немачкој и Пољској (обе по 3,4 одсто), а највише у Шпанији (14,9 одсто) и Грчкој (19,0 у јулу 2018).

## Социјална политика и равноправност
| Држава      | Социјални расходи (одсто БДП-а) |
| ----------- | ------------------------------- |
| Француска   | 31,0                            |
| Финска      | 29,1                            |
| Белгија     | 28,9                            |
| Данска      | 28,3                            |
| Италија     | 28,2                            |
| Аустрија    | 26,9                            |
| Немачка     | 25,9                            |
| Шведска     | 25,5                            |
| Шпанија     | 24,7                            |
| Грчка       | 24,0                            |
| Португалија | 22,6                            |
| Луксембург  | 21,6                            |
| Пољска      | 21,3                            |
| Словенија   | 21,1                            |
| Чешка       | 19,2                            |
| Мађарска    | 18,1                            |
| Словачка    | 17,7                            |
| Естонија    | 17,7                            |
| Литванија   | 16,7                            |
| Летонија    | 16,4                            |
| Холандија   | 16,1                            |
| Ирска       | 13,4                            |

Европска унија већ дуго покушава да ублажи ефекте слободног тржишта штитећи права радника и спречавајући друштвени и еколошки дампинг. У том циљу усвојила је законе који успостављају минималне стандарде запошљавања и животне средине. Законе чине Директива о радном времену и Директива о процени утицаја на животну средину.
ЕУ је такође настоји да координише системе социјалне сигурности и здравствене заштите у државама чланицама како би олакшала појединцима да остваре право на слободно кретање и осигурала да задрже своју могућност приступа услугама социјалног осигурања и здравствених услуга у другим државама чланицама. Главно законодавство о социјалном осигурању налази се у Директиви о једнаком третману у социјалном осигурању на раду 86/378, Директиви о једнаком третману у социјалном осигурању 79/7/EEC, Уредби о социјалном осигурању 1408/71/EC и 883/2004/EC и Директиви 2005/36/EC.
Европска социјална повеља је главно тело које признаје социјална права грађана Европе.
Европско осигурање за случај незапослености је између осталог предложио комесар Николас Шмит. Разговарано је и о Директиви Европе о минималној заради, као и о Директиви Европе о минималном дохотку.
Од 2019. године постоји комесар Европе за равноправност, док је Европски институт за родну равноправност основан 2007. године.
Године 2020, под владом Хелене Дали, одобрена је прва стратегија Европске уније о равноправности ЛГБТ особа.
Становање, омладина, детињство, функционална разноликост или брига о старима су помоћне надлежности Европске уније и могу се финансирати из Европског социјалног фонда.
Европски стуб социјалних права садржи преамбулу и три поглавља са циљним вредностима за 20 поља:
Поглавље I: Једнаке могућности и приступ тржишту рада (опште образовање, стручно усавршавање и целоживотно учење, родна равноправност, једнаке могућности, активна подршка запошљавању)
Поглавље II: Поштени услови рада (сигурно и прилагодљиво запошљавање, плате, информације о условима запошљавања и заштита у случају отпуштања, социјални дијалог и укључивање радника, равнотежа између пословног и приватног живота, здраво, безбедно и добро прилагођено радно окружење и заштита података)
Поглавље III: Социјална заштита и инклузија (брига о деци и подршка деци, социјална заштита, накнаде за незапослене, минимални приход, старосна примања и пензије, здравствена заштита, инклузија особа са инвалидитетом, дуготрајна нега, смештај и помоћ бескућницима, приступ до основних услуга)
ЕССП има за циљ да делује као нека врста референтног документа, помоћу којег се тржишта рада и социјални стандарди у државама чланицама могу дугорочно приближити стандардима дефинисаним у Стубу.

### Регионална и локална политика
Структурни и кохезиони фондови подржавају развој неразвијених регија ЕУ. Такве регије се првенствено налазе у државама средње и јужне Европе. Неколико фондова пружа хитну помоћ, подршку кандидатима за чланство да трансформишу своју земљу у складу са стандардима ЕУ (PHARE, ISPA и SAPARD) и подршку Заједници независних држава (TACIS). TACIS је од тада постао део светског програма, EuropeAid.

### Животна средина и клима
Године 1957. основана је Европска економска заједница која није имала еколошку политику. Током протеклих 50 година, створена је све гушћа мрежа законодавства која се протеже на све области заштите животне средине, као што су загађење ваздуха, квалитет воде, управљање отпадом, очување природе и контрола хемикалија, индустријских опасности и биотехнологије. Према Институту за европску политику животне средине, право животне средине обухвата преко 500 директива, уредби и одлука, чиме је политика животне средине кључна област европске политике.
Европски творци политике првобитно су повећали капацитет ЕУ да делује на питања животне средине дефинишући то као трговински проблем. Трговинске баријере и поремећаји конкуренције на заједничком тржишту могу се појавити због различитих еколошких стандарда у свакој држави чланици. У наредним годинама, животна средина је постала формална област политике, са сопственим актерима политике, принципима и процедурама. Правна основа за еколошку политику ЕУ успостављена је увођењем Јединственог европског акта 1987. године.
У почетку се политика животне средине ЕУ фокусирала на Европу. У скорије време, ЕУ је показала вођство у глобалном управљању животном средином, нпр. улога ЕУ у обезбеђивању ратификације и ступања на снагу протокола из Кјота упркос противљењу Сједињених Америчких Држава. Ова међународна димензија се огледа у Шестом акционом програму ЕУ за животну средину, који наводи да се његови циљеви могу постићи само ако се кључни међународни споразуми активно подржавају и правилно спроводе како на нивоу ЕУ, тако и широм света. Лисабонски уговор је додатно ојачао њене амбиције вође. Право ЕУ је одиграло значајну улогу у побољшању заштите станишта и врста у Европи, као и допринос побољшању квалитета ваздуха и воде и управљању отпадом.
Ублажавање климатских промена један је од главних приоритета еколошке политике ЕУ. Године 2007. државе чланице су се сложиле да у будућности 20 одсто енергије која се користи у ЕУ мора бити обновљиво, а да емисије угљен-диоксида морају бити ниже у 2020. за најмање 20 одсто у поређењу са нивоима из 1990. године. Европска унија тврди да је већ 2018. године њене емисије GHG биле 23% мање него 1990. године.
ЕУ је усвојила систем трговања емисијама како би укључила емисије угљеника у привреду. Зелена престоница Европе је награда која се сваке године додељује градовима који се фокусирају на животну средину, енергетску ефикасност и квалитет живота у урбаним срединама за стварање паметног града.
На изборима за Европски парламент 2019. године зелене странке су повећале своју моћ, највише због успона постматеријалистичких вредности.
Предлози да се постигне економија са нултом емисијом угљеника у Европској унији до 2050. предложени су 2018—2019. године. Скоро све државе чланице подржале су тај циљ на самиту ЕУ у јуну 2019. године. Државе чланице које се нису сложиле су Естонија, Мађарска, Пољска и Чешка.
У јуну 2021. године Европска унија је усвојила Европски закон о клими са циљевима смањења емисија стакленичких плинова за 55% до 2030. и неутралности угљеника до 2050. године.
Европска унија и Сједињене Америчке Државе су се 2021. године обавезале да ће смањити емисију метана за 30% до 2030. године. Ово обећање се сматра великим достигнућем за ублажавање климатских промена.
ЕУ је 2017. емитовала 9,1 одсто глобалних емисија гасова стаклене баште.

### Образовање и истраживање
Основно образовање је област у којој је улога ЕУ ограничена на подршку националним владама. У високом образовању, политика је развијена 1980-их у програмима који подржавају размену и мобилност. Најпознатији је Еразмус, програм размене међу универзитетима који је почео 1987. године. У својих првих 20 година рада, подржао је могућности међународне размене за више од 1,5 милиона студената универзитета и колеџа, док је такође постао симбол студирања у Европи.
Постоје слични програми за ђаке и наставнике, за приправнике у стручном образовању и обуци и за одрасле ученике у Програму целоживотног учења 2007—2013. године. Ови програми су осмишљени да подстакну шире знање о другим земљама и шире добре праксе у областима образовања и обуке широм ЕУ. Својом подршком Болоњском процесу, ЕУ подржава упоредиве стандарде и компатибилне дипломе широм Европе.
Научни развој је олакшан кроз оквирне програме ЕУ, од којих је први започет 1984. године. Циљеви политике ЕУ у овој области су да координира и стимулише истраживање. Независни Европски истраживачки савет додељује средства ЕУ европским или националним истраживачким пројектима. Оквирни програми ЕУ за истраживање и технологију баве се бројним областима, на пример енергетиком где је циљ да се развије разноврсна мешавина обновљиве енергије како би се помогло животној средини и смањила зависност од увозних горива.

### Здравствена заштита и безбедност хране
ЕУ нема веће надлежности у области здравствене заштите, а члан 35 Повеље о основним правима Европске уније потврђује да се „у дефинисању и спровођењу свих политика и активности Уније обезбеђује висок ниво заштите здравља људи”. Генерални директорат Европске комисије за здравље и потрошаче настоји да усклади националне законе о заштити здравља људи, правима потрошача, безбедности хране и других производа.
Све земље ЕУ и многе друге европске земље нуде својим грађанима бесплатну европску картицу здравственог осигурања која на реципрочној основи обезбеђује осигурање за хитно медицинско лечење приликом посете другим европским земљама. Директива о прекограничној здравственој заштити има за циљ промовисање сарадње у здравственој заштити између држава чланица и олакшавање приступа безбедној и висококвалитетној прекограничној здравственој заштити за европске пацијенте.
ЕУ има неке од најдужих нивоа животног века у свету, са Шпанијом, Италијом, Шведском, Француском, Малтом, Ирском, Холандијом, Луксембургом и Грчком међу првих 20 земаља света са најдужим животним веком. Генерално, животни век је краћи у источној него у западној Европи. Године 2018. регија ЕУ са најдужим животним веком био је Мадрид са 85,2 године, затим регије Риоха и Кастиља и Леон са 84,3 године, Тренто са 84,3 године и Ил де Франс са 84,2 године. Укупан животни век у ЕУ по статистици из 2018. био је 81,0 година, више од светског просека који износи 72,6 година.

## Култура
Културна сарадња између држава чланица је интерес Европске уније од настанка Мастришког уговора. Активности које ЕУ предузима у области културе чине седмогодишњи програм Култура 2000, догађај Европског месеца културе и оркестре као што је Омладински оркестар Европске уније. Програм Европске престонице културе сваке године бира један или више градова који ће помоћи културном развоју тог града.

### Спорт
Спорт је углавном одговорност држава чланица или других међународних организација, а не ЕУ. Постоје закони ЕУ који су утицали на спорт, као што је слободно кретање радника, које је било у основи пресуде Босмана која је забранила националним фудбалским лигама да намећу квоте страним играчима са држављанством ЕУ.
Лисабонски уговор захтева да свака примена економских правила узме у обзир специфичну природу спорта и његове структуре темељене на добровољној активности. Ово је уследило након лобирања владајућих организација као што су Међународни олимпијски комитет и Фифа, због примедби на примену принципа слободног тржишта на спорт, што је довело до све већег јаза између богатих и сиромашних клубова. ЕУ финансира програм за израелске, јорданске, ирске и британске фудбалске тренере, као део пројекта Football 4 Peace.

### Симболи
Застава Европе састоји се од круга од 12 златних звезда на плавој позадини. Првобитно дизајнирана 1955. за Савет Европе, заставу су усвојиле Европске заједнице, претеча садашње Европске уније, а 1986. године Савет Европе је следећим речима описао заставу, док опис који је усвојила ЕУ изоставља референцу на „западни свет”:
На плавом небу западног света, звезде симболизују народе Европе у облику круга, знака уједињења. Број звезда је увек дванаест, а број дванаест је симбол савршенства и целине.— Савет Европе. Париз, 7—9. децембар1955.
Различитости нас уједињују је усвојена као крилатица Уније 2000. године, а предложили су је ученици школе. Од 1985. године дан заставе Уније обележава се 9. маја Даном Европе (датум Шуманове декларације из 1950). Химна ЕУ је инструментална верзија увода песме Ода радости, 4. став Девете симфоније Лудвига ван Бетовена. Химну су усвојиле вође Европске заједнице 1985. године и од тада се свира у званичним приликама. Осим именовања континента, грчка митолошка фигура Европе често се користила као персонификација Европе. Позната из мита у коме је Зевс заводи под маском белог бика, Европа се такође помиње у односу на садашњу заједницу. Статуе Европе и бика користе неколико институција ЕУ, а њен портрет је присутан на серији новчаница евра из 2013. године. Бик је приказан на свим картицама боравишне дозволе.
Карло Велики, касније назван „Отац Европе”, има симболичку важност за Европу. Комисија је једну од својих централних зграда у Бриселу назвала по Карлу Великом, а град Ахен од 1949. године додељује награду Карло Велики шампионима европског уједињења. Од 2008. године организатори ове награде, у сарадњи са Европским парламентом, додељују Омладинску награду Карла Великог као признање сличном раду младих људи.

### Медији
Слобода медија је темељно право које се примењује на све државе чланице Европске уније и њене држављане, како је дефинисано у Повељи ЕУ о темељним правима, као и Европској конвенцији о људским правима.‍:1 У оквиру процеса проширења ЕУ, гарантовање слободе медија се назива „кључним показатељем спремности земље да постане део ЕУ”.
Већина медија у Европској унији је национално оријентисана, иако постоје одређени број медија широм ЕУ који се фокусира на европска питања од почетка 1990-их, као што су Euronews, Eurosport, EUobserver, EURACTIV или Politico Europe. Arte је јавна француско-немачка ТВ мрежа која промовише програме из области културе и уметности. 80 одсто свог програма обезбеђују у једнакој мери два предузећа члана, док остатак обезбеђују Европска економска интересна група ARTE GEIE и европски партнери канала.
Програм MEDIA Европске уније подржава европску популарну филмску и аудиовизуелну индустрију од 1991. године. Пружа подршку развоју, промоцији и дистрибуцији европских дела у Европи и шире.

## Утицај
Европска унија је имала значајан позитивни економски утицај на већину држава чланица. Према студији из 2019. о државама чланицама које су приступиле од 1973. до 2004. године, „без европских интеграција, приходи по глави становника били би у просеку приближно 10 одсто нижи у првих десет година након уласка у ЕУ.” Грчка је била изузетак, а студија је анализирала податке до 2008. године, „како би се избегли збуњујући ефекти глобалне финансијске кризе”. Студија коју је спровео Journal of Political Economy током 2021. године показала је да је проширење 2004. имало корисне економске ефекте на све групе у старим и новим државама чланицама. Највећи добитници су биле нове државе чланице, посебно њихова неквалификована радна снага.
Европска унија је допринела миру у Европи, посебно пацификацијом граничних спорова и ширењу демократије, подстицањем демократских реформи у државама чланицама источне Европе после распада СССР-а. Научник Томас Рисе је 2009. године написао: „постоји консензус у литератури о источној Европи да је перспектива чланства у ЕУ имала огроман утицај на нове демократије." Међутим, Р. Данијел Келемен тврди да се ЕУ показала корисном за вође који воде демократско назадовање, јер ЕУ нерадо интервенише у унутрашњој политици, даје ауторитарним владама средства која могу да користе за јачање својих режима и због слободе кретања унутар ЕУ дозвољава грађанима који се не слажу да напусте своје назадне земље. Истовремено, унија представља спољно ограничење које спречава меке ауторитарне режиме да напредују у чврсте диктатуре.

### Цитати
1. ↑  „Area by NUTS 3 region”. ec.europa.eu/eurostat. Eurostat. 14. 2. 2025. Приступљено 4. 7. 2025.
2. 1 2 3 4 5  „World Economic Outlook database: April 2025”. imf.org. International Monetary Fund. 22. 4. 2025. Приступљено 4. 7. 2025.
3. ↑  „The EU in brief”. European Union. 16. 6. 2016. Архивирано из оригинала 28. 11. 2020. г. Приступљено 08. 12. 2021.
4. ↑  Phelan, William (2012). „What Is Sui Generis About the European Union? Costly International Cooperation in a Self-Contained Regime”. International Studies Review. 14 (3): 367—385. doi:10.1111/j.1468-2486.2012.01136.x.
5. ↑  Hlavac, Marek (2010). „Less than a State, More than an International Organization: The Sui Generis Nature of the European Union” (PDF). Central European Labour Studies Institute. Rochester, N.Y. S2CID 153480456. doi:10.2139/ssrn.1719308. Архивирано (PDF) из оригинала 23. 10. 2020. г. Приступљено 08. 12. 2021.
6. ↑  Commission, European. „The EU Single Market: Fewer barriers, more opportunities”. Europa web portal. Архивирано из оригинала 1. 10. 2007. г. Приступљено 27. 9. 2007.
„Activities of the European Union: Internal Market”. Europa web portal. Архивирано из оригинала 25. 06. 2007. г. Приступљено 29. 6. 2007.
7. ↑  „Common commercial policy”. Europa Glossary. Europa web portal. Архивирано из оригинала 16. 1. 2009. г. Приступљено 6. 9. 2008.
8. ↑  „Agriculture and Fisheries Council”. The Council of the European Union. Архивирано из оригинала 11. 03. 2014. г. Приступљено 3. 6. 2013.
9. ↑  „Regional Policy Inforegio”. Europa web portal. Архивирано из оригинала 21. 06. 2013. г. Приступљено 3. 6. 2013.
10. 1 2  „Schengen area”. Europa web portal. Архивирано из оригинала 10. 8. 2011. г. Приступљено 8. 9. 2010.
11. ↑  Rawlinson, Kevin; Topping, Alexandra; Murphy, Simon; Henley, Jon; Murray, Jessica; Freedland, Jonathan; Rawlinson, Kevin (1. 2. 2020). „Brexit day: end of an era as United Kingdom leaves EU – as it happened-GB”. The Guardian. ISSN 0261-3077. Приступљено 8. 6. 2020.
12. ↑  „European Union reaches 500 Million through Combination of Accessions, Migration and Natural Growth”. Vienna Institute of Demography. Архивирано из оригинала 21. 02. 2016. г. Приступљено 12. 2. 2016.
13. ↑  „World Economic Outlook Database, April 2021”. IMF.org. International Monetary Fund. Приступљено 13. 5. 2021.
14. ↑  „EU collects Nobel Peace Prize in Oslo”. BBC News. 10. 12. 2012. Архивирано из оригинала 28. 03. 2019. г. Приступљено 3. 6. 2013.
15. ↑  McCormick 2007.
16. ↑  Rifkin, Jeremy (2004). The European Dream. Polity Press. ISBN 1-58542-345-9.
17. ↑  Moravcsik, Andrew (2009). „Europe: The quiet superpower”. French Politics. 7 (3–4): 403—422. ISSN 1476-3419. S2CID 143049416. doi:10.1057/fp.2009.29.
18. ↑  Story, Joanna (2005). Charlemagne: Empire and Society. Manchester University Press. стр. 2—3. ISBN 978-0-7190-7089-1.
19. ↑  Kikuchi (菊池), Yoshio (良生) (2003). 神聖ローマ帝国. стр. 264. ISBN 978-4-06-149673-6.
20. ↑  Corbet, Patrick (2002). „Renovatio imperii romanorum”.  Ур.: Vauchez, André. Oxford Encyclopedia of the Middle Ages. James Clarke & Co. ISBN 978-0-227-67931-9.
21. ↑  Schramm, Percy E. (1957). Kaiser, Rom und Renovatio; Studien zur Geschichte des römischen Erneuerungsgedankens vom Ende des karolingischen Reiches bis zum Investiturstreit. (на језику: немачки). Darmstadt: Wissenschaftliche Buchgesellschaft. стр. 143. OCLC 15021725.
22. ↑  Folz, Robert (1969). The concept of empire in Western Europe from the fifth to the fourteenth century. London: Edward Arnold. стр. 65. ISBN 978-0-7131-5451-1. OCLC 59622.
23. ↑  Gorp, Bouke Van; Renes, Hans (2007). „A European Cultural Identity? Heritage and shared histories in the European Union” (PDF). Tijdschrift voor Economische en Sociale Geografie. 98 (3): 411. ISSN 1467-9663. doi:10.1111/j.1467-9663.2007.00406.x. Архивирано (PDF) из оригинала 09. 11. 2021. г. Приступљено 09. 12. 2021. „For the last two thousand years, the Christian church has attempted to unify Europe in cultural terms. Christianity did not originate in Europe but, building upon the organisation of the Roman Empire, has tried throughout the Middle Ages to become a Europe-wide organisation.”
24. ↑  Pagden & Hamilton 2002, стр. 89.
25. ↑  Mather 2006, стр. 16–18.
26. ↑  Nelsen, Brent F.; Guth, James L. (2015). Religion and the Struggle for European Union: Confessional Culture and the Limits of Integration. Georgetown University Press. стр. 48–49. ISBN 978-1-62616-070-5.
27. ↑  Perkins, Mary Anne (2004). Christendom and European Identity: The Legacy of a Grand Narrative Since 1789. Walter de Gruyter. стр. 341. ISBN 978-3-11-018244-6.
28. ↑  Skolimowska 2018
29. ↑  Pagden & Hamilton 2002, стр. 60, 75.
30. ↑  Nelsen, Brent F.; Guth, James L. (2015). Religion and the Struggle for European Union: Confessional Culture and the Limits of Integration. Georgetown University Press. стр. 9–10. ISBN 978-1-62616-070-5.
31. ↑  Semenenko, Irina (2013). „The Quest for Identity. Russian Public Opinion on Europe and the European Union and the National Identity Agenda”. Perspectives on European Politics and Society. 14 (1): 102—122. ISSN 1570-5854. S2CID 143894553. doi:10.1080/15705854.2012.732396.
32. ↑  Anderson & Bort 2001, стр. 1–2.
33. ↑  O'Brennan 2006, стр. 1–2.
34. ↑  Ghervas, Stella (2014). „Antidotes to Empire: From the Congress System to the European Union”.  Ур.: Boyer, John W.; Molden, Berthold. EUtROPEs. The Paradox of European Empire. University of Chicago Center in Paris. стр. 49—81. ISBN 978-2-9525962-6-8.
35. ↑  Pinterič, Uroš; Prijon, Lea (2013). European Union in 21st Century. University of SS. Cyril and Methodius, Faculty of Social Sciences. ISBN 978-80-8105-510-2.
36. ↑  Smith, Denis Mack (2008). Mazzini. Yale University Press. ISBN 978-0-300-17712-1.
37. ↑  Metzidakis, Angelo (1994). „Victor Hugo and the Idea of the United States of Europe”. Nineteenth-Century French Studies. 23 (1/2): 72—84. JSTOR 23537320.
38. ↑  Kaiser & Varsori 2010, стр. 140.
39. ↑  John Maynard Keynes, Economic Consequences of the Peace, New York: Harcourt, Brace & Howe, 1920, pp. 265–66.
40. ↑  Rosamond 2000, стр. 21–22.
41. ↑  Weigall & Stirk 1992, стр. 11–15.
42. ↑  Klos, Felix (2017). Churchill's Last Stand: The Struggle to Unite Europe. Bloomsbury Publishing. стр. 51. ISBN 978-1-78673-292-7.
43. ↑  Churchill, Winston (21. 3. 1943). „National Address”. The International Churchill Society. Архивирано из оригинала 24. 03. 2021. г. Приступљено 09. 12. 2021.
44. ↑  „The political consequences”. CVCE. Архивирано из оригинала 05. 03. 2023. г. Приступљено 28. 4. 2013.
45. ↑  „Ein britischer Patriot für Europa: Winston Churchills Europa-Rede, Universität Zürich, 19. September 1946” [A British Patriot for Europe: Winston Churchill's Speech on Europe University of Zurich, 19 September 1946]. Zeit Online. Архивирано из оригинала 22. 12. 2017. г. Приступљено 13. 1. 2010.
46. ↑  Dieter Mahncke; Léonce Bekemans; Robert Picht, ур. (1999). The College of Europe. Fifty Years of Service to Europe. Bruges: College of Europe. ISBN 978-90-804983-1-0. Архивирано из оригинала 28. 12. 2016. г.
47. ↑  „Declaration of 9 May 1950”. European Commission. Архивирано из оригинала 09. 02. 2012. г. Приступљено 5. 9. 2007.
48. ↑  „Europe: How The Marshall Plan Took Western Europe From Ruins To Union”. RadioFreeEurope/RadioLiberty. Архивирано из оригинала 15. 10. 2020. г. Приступљено 20. 6. 2019.
49. 1 2  „A peaceful Europe – the beginnings of cooperation”. European Commission. Архивирано из оригинала 26. 07. 2016. г. Приступљено 12. 12. 2011.
50. ↑  „A European Atomic Energy Community”. Cvce.eu. 13. 10. 1997. Архивирано из оригинала 19. 10. 2013. г. Приступљено 13. 10. 2013.
51. ↑  „A European Customs Union”. cvce.eu. 2016. Архивирано из оригинала 29. 07. 2012. г. Приступљено 09. 12. 2021.
52. ↑  „Merging the executives”. CVCE – Centre Virtuel de la Connaissance sur l'Europe. Архивирано из оригинала 19. 10. 2013. г. Приступљено 28. 4. 2013.
53. ↑  „Merging the executives”. Архивирано из оригинала 19. 10. 2013. г. Приступљено 09. 12. 2021. CVCE.eu
54. ↑  „Discover the former Presidents: The Rey Commission”. Архивирано из оригинала 07. 07. 2013. г. Приступљено 28. 4. 2013., Europa (web portal)..
55. ↑  „The first enlargement”. CVCE. Архивирано из оригинала 19. 10. 2013. г. Приступљено 28. 4. 2013.
56. ↑  „The new European Parliament”. CVCE. Архивирано из оригинала 19. 10. 2013. г. Приступљено 28. 4. 2013.
57. ↑  „Negotiations for enlargement”. CVCE. Архивирано из оригинала 19. 10. 2013. г. Приступљено 28. 4. 2013.
58. ↑  „Schengen agreement”. BBC News. 30. 4. 2001. Архивирано из оригинала 14. 03. 2023. г. Приступљено 18. 9. 2009.
59. ↑  „History of the flag”. Europa web portal. Архивирано из оригинала 11. 04. 2012. г. Приступљено 13. 3. 2009.
60. ↑  „1980–1989 The changing face of Europe – the fall of the Berlin Wall”. Europa web portal. Архивирано из оригинала 01. 05. 2011. г. Приступљено 25. 6. 2007.
61. ↑  Craig & De Burca 2011, стр. 15.
62. ↑  „Treaty of Maastricht on European Union”. Activities of the European Union. Europa web portal. Архивирано из оригинала 11. 10. 2011. г. Приступљено 20. 10. 2007.
63. ↑  Hunt 2014, стр. 516–517
64. 1 2  „A decade of further expansion”. Europa web portal. Архивирано из оригинала 11. 2. 2007. г. Приступљено 25. 6. 2007.
65. ↑  Piris 2010, стр. 448.
66. ↑  „European Parliament announces new President and Foreign Affairs Minister”. Архивирано из оригинала 15. 5. 2016. г. Приступљено 1. 12. 2009.
67. ↑  „The Nobel Peace Prize 2012”. Nobelprize.org. 12. 10. 2012. Архивирано из оригинала 10. 10. 2012. г. Приступљено 12. 10. 2012.
68. ↑  „Nobel Committee Awards Peace Prize to E.U”. New York Times. 12. 10. 2012. Архивирано из оригинала 06. 04. 2018. г. Приступљено 12. 10. 2012.
69. ↑  „Croatia: From isolation to EU membership”. BBC News. BBC. 26. 4. 2013. Приступљено 14. 5. 2013.
70. ↑  „EU Referendum Result”. BBC. Архивирано из оригинала 24. 06. 2016. г. Приступљено 26. 6. 2016.
71. ↑  Erlanger, Steven (23. 6. 2016). „Britain Votes to Leave E.U., Stunning the World”. The New York Times. ISSN 0362-4331. Архивирано из оригинала 24. 06. 2016. г. Приступљено 24. 6. 2016.
72. ↑  Landler, Mark; Castle, Stephen-US; Mueller, Benjamin (31. 1. 2020). „At the Stroke of Brexit, Britain Steps, Guardedly, Into a New Dawn”. The New York Times. ISSN 0362-4331. Архивирано из оригинала 31. 01. 2020. г. Приступљено 31. 1. 2020.
73. 1 2  „Population on 1st January by age, sex and type of projection”. Eurostat. Архивирано из оригинала 08. 03. 2020. г. Приступљено 1. 2. 2020.
74. ↑  „Share of world population, 1960, 2015 and 2060 (%)”. ec.europa.eu. Архивирано из оригинала 03. 09. 2017. г. Приступљено 28. 6. 2017.
75. ↑  „The World Factbook – Central Intelligence Agency”. www.cia.gov. Архивирано из оригинала 11. 12. 2007. г. Приступљено 28. 6. 2017.
76. ↑  „Fertility statistics”. ec.europa.eu. Архивирано из оригинала 23. 06. 2017. г. Приступљено 28. 6. 2017.
77. ↑  „The World Factbook – Central Intelligence Agency”. www.cia.gov. Архивирано из оригинала 27. 5. 2016. г. Приступљено 23. 11. 2017.
78. ↑  „6.5% of the EU population are foreigners and 9.4% are born abroad” (PDF). Архивирано из оригинала (PDF) 12. 08. 2011. г., Eurostat, Katya VASILEVA, 34/2011.
79. ↑  „Acquisition of citizenship statistics”. www.ec.europa.eu. Eurostat. март 2019. Архивирано из оригинала 28. 04. 2019. г. Приступљено 4. 5. 2019.
80. ↑  „Migration and migrant population statistics”. Eurostat. март 2019. Архивирано из оригинала 07. 12. 2020. г. Приступљено 10. 12. 2021.
81. ↑  „Migration and migrant population statistics” (PDF). Eurostat. март 2019. Архивирано (PDF) из оригинала 20. 01. 2020. г. Приступљено 10. 12. 2021.
82. ↑  „Comparateur de territoire: Aire d'attraction des villes 2020 de Paris (001)”. INSEE. Архивирано из оригинала 20. 01. 2021. г. Приступљено 10. 2. 2021.
83. 1 2  „Eurostat – Data Explorer”. Eurostat. Архивирано из оригинала 22. 08. 2016. г. Приступљено 22. 11. 2018.
84. ↑  „Архивирана копија”. Архивирано из оригинала 21. 01. 2023. г. Приступљено 10. 12. 2021.
85. ↑  „Population on 1 January by broad age group, sex and metropolitan regions – Eurostat”. ec.europa.eu. Приступљено 2022-06-04.
86. ↑  Keating, Dave. „Despite Brexit, English Remains The EU's Most Spoken Language By Far”. Forbes. Архивирано из оригинала 07. 06. 2023. г. Приступљено 7. 2. 2020.
87. ↑  „Europeans and Their Languages, 2012 Report” (PDF). Архивирано из оригинала (PDF) 6. 1. 2016. г. Приступљено 3. 6. 2013.
88. ↑  Commission, European (2012). „Europeans and their Languages” (PDF). Special Eurobarometer 386. europa.eu. стр. 54—59. Архивирано (PDF) из оригинала 29. 04. 2013. г. Приступљено 16. 12. 2012.
89. ↑  Commission, European (2012). „Europeans and their Languages” (PDF). Special Eurobarometer 386. europa.eu. стр. 78—83. Архивирано (PDF) из оригинала 29. 04. 2013. г. Приступљено 16. 12. 2012.
90. ↑  EUR-Lex (12. 12. 2006). „Council Regulation (EC) No 1791/2006 of 20 November 2006”. Official Journal of the European Union. Europa web portal. Архивирано из оригинала 06. 02. 2008. г. Приступљено 2. 2. 2007.
91. ↑  „Languages in Europe – Official EU Languages”. EUROPA web portal. Архивирано из оригинала 2. 2. 2009. г. Приступљено 12. 10. 2009.
92. ↑  „European Commission – Frequently asked questions on languages in Europe”. europa.eu. Архивирано из оригинала 16. 12. 2020. г. Приступљено 10. 12. 2021.
93. ↑  Sharpston, Eleanor V.E. (29. 3. 2011). „Appendix 5: Written Evidence of Advocate General Sharpston”. The Workload of the Court of Justice of the European Union. House of Lords European Union Committee. Архивирано из оригинала 16. 01. 2014. г. Приступљено 27. 8. 2013.
94. ↑  Buell, Todd (29. 10. 2014). „Translation Adds Complexity to European Central Bank's Supervisory Role: ECB Wants Communication in English, But EU Rules Allow Use of Any Official Language”. The Wall Street Journal. Архивирано из оригинала 25. 04. 2016. г. Приступљено 11. 10. 2015.
95. ↑  Athanassiou, Phoebus (фебруар 2006). „The Application of multilingualism in the European Union Context” (PDF). ECB. стр. 26. Архивирано (PDF) из оригинала 10. 10. 2015. г. Приступљено 11. 10. 2015.
96. ↑  Parliament, European (2004). „European Parliament Fact Sheets: 4.16.3. Language policy”. Europa web portal. Архивирано из оригинала 19. 2. 2007. г. Приступљено 3. 2. 2007.
97. ↑  Keating, Dave (6. 2. 2020). „Despite Brexit, English Remains The EU's Most Spoken Language By Far”. Forbes. Архивирано из оригинала 07. 06. 2023. г. Приступљено 19. 2. 2021.
98. ↑  Commission, European (2006). „Special Eurobarometer 243: Europeans and their Languages (Executive Summary)” (PDF). Europa web portal. стр. 3. Архивирано (PDF) из оригинала 30. 04. 2011. г. Приступљено 11. 3. 2011. „56% of citizens in the EU Member States are able to hold a conversation in one language apart from their mother tongue.”
99. 1 2  Commission, European (2004). „Many tongues, one family. Languages in the European Union” (PDF). Europa web portal. Архивирано из оригинала (PDF) 29. 3. 2007. г. Приступљено 3. 2. 2007.
100. ↑  Orban, Leonard (24. 5. 2007). „Cyrillic, the third official alphabet of the EU, was created by a truly multilingual European” (PDF). europe.eu. Архивирано (PDF) из оригинала 08. 08. 2019. г. Приступљено 3. 8. 2014.
101. ↑  Coulmas, Florian (1996). The Blackwell Encyclopedia of Writing Systems. Oxford: Blackwell Publishers Ltd. ISBN 978-0-631-21481-6.
102. ↑  Rettman, Andrew (26. 2. 2016). „Cyprus asks to make Turkish an EU language”. EU Observer. Архивирано из оригинала 06. 03. 2021. г. Приступљено 23. 9. 2020.
103. ↑  Види чланак 8 у „Proposal for an ACT OF ADAPTATION OF THE TERMS OF ACCESSION OF THE UNITED CYPRUS REPUBLIC TO THE EUROPEAN UNION”. Архивирано из оригинала 26. 02. 2021. г. Приступљено 10. 12. 2021.
104. ↑  Klimczak-Pawlak, Agata (2014). Towards the Pragmatic Core of English for European Communication: The Speech Act of Apologising in Selected Euro-Englishes. Springer Science & Business. ISBN 978-3-319-03557-4.
105. ↑  „MEPs push for EU recognition of Catalan, Welsh languages”. EURACTIV.com-GB. 8. 3. 2010. Архивирано из оригинала 03. 09. 2017. г. Приступљено 28. 6. 2017.
106. ↑  „Committee of Ministers – European Year of Languages Parliamentary Assembly Recommendation 1539”. Wcd.coe.int. 2001. Архивирано из оригинала 09. 05. 2020. г. Приступљено 26. 9. 2012.
107. 1 2  „DISCRIMINATION IN THE EU IN 2015”. Special Eurobarometer. 437. European Union: European Commission. 2015. Архивирано из оригинала 14. 03. 2020. г. Приступљено 15. 10. 2017 — преко GESIS.
108. ↑  „Consolidated version of the Treaty on the Functioning of the European Union”. Архивирано из оригинала 22. 03. 2021. г. Приступљено 10. 12. 2021 — преко Wikisource.
109. 1 2  „Consolidated version of the Treaty on European Union”. Архивирано из оригинала 08. 07. 2012. г. Приступљено 10. 12. 2021..
110. ↑  Castle, Stephen (21. 3. 2007). „EU celebrates 50th birthday-with a row about religion”. The Independent. London. Архивирано из оригинала 5. 4. 2008. г. Приступљено 4. 3. 2008.
111. ↑  „Muslim Population” (PDF). europa web portal. Архивирано из оригинала (PDF) 22. 07. 2012. г. Приступљено 1. 11. 2010.
112. ↑  Jewish population figures may be unreliable. DellaPergola, Sergio. „World Jewish Population (2002)”. American Jewish Year Book. The Jewish Agency for Israel. Архивирано из оригинала 22. 12. 2004. г. Приступљено 3. 5. 2007.
113. 1 2 3  Eurostat (2005). „Social values, Science and Technology” (PDF). Special Eurobarometer 225. Europa, web portal: 9. Архивирано из оригинала (PDF) 24. 5. 2006. г. Приступљено 11. 6. 2009.
114. ↑  Ford, Peter (22. 2. 2005). „What place for God in Europe”. USA Today. Архивирано из оригинала 04. 03. 2009. г. Приступљено 24. 7. 2009.
115. ↑  „Answers – The Most Trusted Place for Answering Life's Questions”. Answers.com. Архивирано из оригинала 20. 1. 2016. г. Приступљено 12. 2. 2016.
116. ↑  „EU institutions and other bodies”. Europa. Архивирано из оригинала 1. 6. 2009. г. Приступљено 4. 9. 2009.
117. ↑  „Accession criteria (Copenhagen criteria)”. Europa web portal. Архивирано из оригинала 5. 7. 2007. г. Приступљено 26. 6. 2007.
118. ↑  „The Greenland Treaty of 1985”. The European Union and Greenland. Greenland Home Rule Government. Архивирано из оригинала 3. 5. 2011. г. Приступљено 10. 11. 2010.
119. 1 2  „European Commission – Enlargement – Candidate and Potential Candidate Countries”. Europa web portal. Архивирано из оригинала 8. 4. 2012. г. Приступљено 13. 3. 2012.
120. ↑  CNN, Luke McGee (23. 6. 2022). „Ukraine's EU hopes rise as bloc's leaders approve candidate status”. CNN. Архивирано из оригинала 28. 03. 2023. г. Приступљено 23. 06. 2022.
121. ↑  Fox, Benjamin (16. 6. 2013). „Iceland's EU bid is over, commission told”. Reuters. Архивирано из оригинала 26. 03. 2014. г. Приступљено 16. 6. 2013.
122. ↑  „Georgia can apply for EU membership if it complies with democratic principles”. Trend.Az. 18. 4. 2014. Архивирано из оригинала 16. 11. 2020. г. Приступљено 12. 10. 2022.
123. ↑  „Georgia, Moldova Formally Apply For EU Membership Amid Russia's Invasion Of Ukraine”. Radio Free Europe/Radio Liberty. 3. 3. 2022. Архивирано из оригинала 06. 03. 2022. г. Приступљено 11. 4. 2022.
124. 1 2  Commission, European. „The European Economic Area (EEA)”. Europa web portal. Архивирано из оригинала 02. 12. 2010. г. Приступљено 10. 2. 2010.
125. ↑  „The EU's relations with Switzerland”. Europa web portal. Архивирано из оригинала 13. 08. 2016. г. Приступљено 3. 11. 2010.
126. ↑  Commission, European. „Use of the euro in the world”. The euro outside the euro area. Europa web portal. Архивирано из оригинала 02. 12. 2016. г. Приступљено 27. 2. 2008.
127. ↑  „Mont Blanc shrinks by 45 cm (17,72 in) in two years”. Sydney Morning Herald. 6. 11. 2009. Архивирано из оригинала 14. 02. 2023. г. Приступљено 26. 11. 2010.
128. ↑  „The World Factbook”. cia.gov. Архивирано из оригинала 22. 01. 2021. г. Приступљено 12. 2. 2016.
129. ↑  „Humid Continental Climate”. The physical environment. University of Wisconsin–Stevens Point. 2007. Архивирано из оригинала 30. 5. 2007. г. Приступљено 29. 6. 2007.
130. ↑  „Urban sprawl in Europe: The ignored challenge, European Environmental Agency” (PDF). 2006. Архивирано (PDF) из оригинала 01. 03. 2011. г. Приступљено 13. 10. 2013.
131. ↑  „Europe's overseas territories: What you need to know”. Deutsche Welle. 3. 11. 2018.
132. ↑  „European Union”. Encyclopædia Britannica. Архивирано из оригинала 22. 12. 2010. г. Приступљено 3. 7. 2013. „international organisation comprising 28 European countries and governing common economic, social, and security policies ...”
133. ↑  „European Union”. The World Factbook. Central Intelligence Agency. Архивирано из оригинала 22. 01. 2021. г. Приступљено 12. 2. 2016.
134. ↑  Ови законодавни инструменти су детаљније обрађени у наставку.
135. ↑  Kiljunen. Недостаје или је празан параметар |title= (помоћ)
136. ↑  Burgess, Michael (2000). Federalism and European Union: The Building of Europe, 1950-2000. Taylor & Francis. стр. 49. ISBN 0-415-22647-3. Проверите вредност парамет(а)ра за датум: |year= / |date= mismatch (помоћ). "Our theoretical analysis suggests that the EC/EU is neither a federation nor a confederation in the classical sense. But it does claim that the European political and economic elites have shaped and moulded the EC/EU into a new form of international organization, namely, a species of "new" confederation."
137. ↑  „Qualified majority – Consilium”. www.consilium.europa.eu. Архивирано из оригинала 19. 03. 2022. г. Приступљено 10. 4. 2019.
138. ↑  „Practical Law UK Signon”. signon.thomsonreuters.com. Приступљено 10. 4. 2019.
139. ↑  „EU Library Briefing:Lobbying the EU institutions” (PDF). Europarl. Архивирано (PDF) из оригинала 04. 04. 2018. г. Приступљено 3. 3. 2018.
140. ↑  How does the EU work. Europa (web portal). 2012. ISBN 9789279205125. Архивирано из оригинала 04. 09. 2013. г. Приступљено 12. 7. 2007.
141. ↑  With US or against US?: European trends in American perspective Parsons, Jabko. European Union Studies Association, pp. 146:
Fourth, the European Council acts a "collective head of state" for the EU.
142. ↑  „President of the European Council” (PDF). General Secretariat of the Council of the EU. 24. 11. 2009. Архивирано (PDF) из оригинала 15. 02. 2010. г. Приступљено 24. 11. 2009.
143. ↑  „Legislative powers”. European Parliament. Архивирано из оригинала 14. 02. 2019. г. Приступљено 13. 2. 2019.
144. ↑  „Parliament's legislative initiative” (PDF). Library of the European Parliament. 24. 10. 2013. Архивирано (PDF) из оригинала 19. 03. 2014. г. Приступљено 13. 2. 2019.
145. ↑  „Planning and proposing law”. European Commission. 20. 4. 2019. Архивирано из оригинала 25. 02. 2021. г. Приступљено 11. 12. 2021.
146. ↑  „Guardian of the Treaties”. CVCE Education Unit. University of Luxembourg. Архивирано из оригинала 08. 06. 2019. г. Приступљено 8. 6. 2019.
147. ↑  Treaty on European Union: Article 17:7
148. ↑  The Latin word consilium is occasionally used when a single identifier is required, as on „the Council Web site”. Архивирано из оригинала 23. 12. 2010. г. Приступљено 08. 12. 2021..
149. ↑  „Institutional affairs: Council of the European Union”. Europa. European Commission. 6. 1. 2010. Архивирано из оригинала 12. 01. 2010. г. Приступљено 11. 12. 2021. „It is commonly called the Council of Ministers”
150. ↑  „Institutions: The Council of the European Union”. Europa web portal. Архивирано из оригинала 3. 7. 2007. г. Приступљено 25. 6. 2007.
151. ↑  „The Presidency of the Council of the European Union”. French Presidency of the Council of the European Union. Приступљено 9. 3. 2022.
152. ↑  Interactive, Wellfire (9. 3. 2009). „MEPs must be elected on the basis of proportional representation, the threshold must not exceed 5%, and the electoral area may be subdivided in constituencies if this will not generally affect the proportional nature of the voting system”. Fairvote.org. Архивирано из оригинала 17. 05. 2012. г. Приступљено 26. 11. 2010.
153. ↑  „Institutions: The European Parliament”. Europa web portal. Архивирано из оригинала 24. 6. 2007. г. Приступљено 25. 6. 2007.
154. ↑  „European Commission – PRESS RELEASES – Press release – Q&A on Interinstitutional Agreement on Budgetary Discipline and Sound Financial Management 2007–2013”. europa.eu. Архивирано из оригинала 26. 07. 2019. г. Приступљено 11. 12. 2021.
155. ↑  Smith, David (1999). Will Europe work?. London: Profile Books. ISBN 978-1-86197-102-9.
156. 1 2 3 4 5  Commission, European. „EU Budget in detail 2010”. Europa web portal. Архивирано из оригинала (PDF) 15. 8. 2010. г. Приступљено 20. 12. 2010.
157. ↑  „EU funding programmes 2014–2020”. European Commission. Архивирано из оригинала 02. 01. 2020. г. Приступљено 2. 1. 2020.
158. ↑  Treaty on the Functioning of the European Union, Section 7, Article 287.„Treaty on the Functioning of the European Union”. European Commission. Архивирано из оригинала 14. 08. 2019. г. Приступљено 11. 12. 2021.
159. ↑  „Institutions: Court of Auditors”. Europa (web portal). Архивирано из оригинала 22. 12. 2009. г. Приступљено 8. 2. 2010.
160. ↑  „2012 annual report”. Europa (web portal). Архивирано из оригинала 17. 11. 2015. г. Приступљено 13. 11. 2015.>
161. ↑  „European auditors point to errors but sign off EU's accounts – some UK media decline to listen to what the auditors say”. Europa (web portal). Архивирано из оригинала 17. 11. 2015. г. Приступљено 13. 11. 2015.>
162. ↑  „Annual Report of the Court of Auditors on the implementation of the budget concerning the financial year 2009, together with the institutions' replies” (PDF). стр. 12. Архивирано из оригинала (PDF) 21. 2. 2011. г. Приступљено 18. 12. 2010.
163. ↑  „Protection of the European Union's financial interests – Fight against fraud – Annual Report 2009 (vid. pp. 6, 15)” (PDF). Europa. Архивирано из оригинала (PDF) 29. 7. 2010. г.
164. ↑  „Hungary and Poland block EU coronavirus recovery package”. Politico. 16. 11. 2020. Архивирано из оригинала 16. 11. 2020. г. Приступљено 16. 11. 2020.
165. ↑  „EU budget blocked by Hungary and Poland over rule of law issue”. BBC News. 16. 11. 2020. Архивирано из оригинала 16. 11. 2020. г. Приступљено 16. 11. 2020.
166. ↑  „Competences and consumers”. Архивирано из оригинала 30. 04. 2011. г. Приступљено 25. 11. 2010.
167. ↑  Као што је наведено у у  наслову  дела консолидованог уговора о функционисању Европске уније
168. ↑  „Sources of EU law”. European Commission. Архивирано из оригинала 28. 2. 2008. г. Приступљено 5. 9. 2007.
169. ↑  de Schoutheete, Philippe; Andoura, Sami (2007). „The Legal Personality of the European Union” (PDF). Studia Diplomatica. LX (1). Приступљено 15. 11. 2010. Its examples are the ratifications of United Nations Convention against Corruption and Convention on the Rights of Persons with Disabilities by EU. And Article 47 of the Consolidated Treaty on European Union.
170. ↑  „Article 19 of the Treaty on European Union”. eur-lex.europa.eu. Архивирано из оригинала 09. 03. 2013. г. Приступљено 31. 10. 2010.
171. ↑  „Court of Justice: presentation”. Europa web portal. Архивирано из оригинала 19. 10. 2011. г. Приступљено 26. 12. 2009.
172. ↑  „Civil Service Tribunal: presentation”. Europa web portal. Архивирано из оригинала 31. 10. 2016. г. Приступљено 26. 12. 2009.
173. ↑  Article 256(1) (ex article 225(1)) of the Treaty on the Functioning of the European Union, on „eur-lex.europa.eu”. Архивирано из оригинала 25. 10. 2019. г. Приступљено 10. 12. 2021.
174. ↑  Article 2, Treaty on European Union (consolidated 1 December 2009)
175. ↑  Case 11/70, Internationale Handelsgesellschaft v. Einfuhr und Vorratstelle für Getreide und Futtermittel; Article 6(2) of the Maastricht Treaty (as amended).
176. ↑  „Respect for fundamental rights in the EU – general development”. European Parliament Fact Sheets. The European Parliament. Архивирано из оригинала 05. 12. 2008. г. Приступљено 6. 9. 2008.
177. ↑  „EU Policy on Death Penalty”. Europa. European Union External Action Service. Архивирано из оригинала 17. 05. 2013. г. Приступљено 4. 6. 2013.
178. ↑  „Europe Unveils New Sanctions Plan for Human Rights Violations”. Bloomberg Tax. Архивирано из оригинала 27. 10. 2020. г. Приступљено 19. 10. 2020.
179. ↑  „How EU takes decisions”. Архивирано из оригинала 2. 1. 2011. г. Приступљено 1. 11. 2010.
180. ↑  „Emily O'Reilly re-elected European Ombudsman | News | European Parliament”. www.europarl.europa.eu. 18. 12. 2019. Архивирано из оригинала 08. 03. 2021. г. Приступљено 11. 12. 2021.
181. ↑  „European Ombudsman”. www.ombudsman.europa.eu. Архивирано из оригинала 17. 03. 2022. г. Приступљено 11. 12. 2021.
182. ↑  „European Ombudsman”. www.ombudsman.europa.eu. Архивирано из оригинала 17. 03. 2022. г. Приступљено 11. 12. 2021.
183. ↑  „European arrest warrant replaces extradition between EU Member States”. Europa web portal. Архивирано из оригинала 26. 07. 2010. г. Приступљено 4. 9. 2007.
184. ↑  „Jurisdiction and the recognition and enforcement of judgments in matrimonial matters and in matters of parental responsibility (Brussels II)”. Europa web portal. Архивирано из оригинала 20. 12. 2009. г. Приступљено 5. 9. 2008.
185. ↑  „Minimum standards on the reception of applicants for asylum in Member States”. Europa web portal. Архивирано из оригинала 22. 02. 2010. г. Приступљено 5. 9. 2008.
186. ↑  „Specific Programme: 'Criminal Justice'”. Europa web portal. Архивирано из оригинала 23. 07. 2009. г. Приступљено 5. 9. 2008.
187. ↑  „European police office now in full swing”. Europa web portal. Архивирано из оригинала 26. 03. 2010. г. Приступљено 4. 9. 2007.
188. ↑  „Eurojust coordinating cross-border prosecutions at EU level”. Europa web portal. Архивирано из оригинала 22. 03. 2010. г. Приступљено 4. 9. 2007.
189. ↑  Frontex. „What is Frontex?”. Europa web portal. Архивирано из оригинала 20. 11. 2015. г. Приступљено 4. 9. 2007.
190. ↑  „Qualified-Majority Voting: Common commercial policy”. Europa web portal. Архивирано из оригинала 14. 03. 2008. г. Приступљено 3. 9. 2007.
191. ↑  commission, The European. „European political co-operation (EPC)”. Europa Glossary. Europa web portal. Архивирано из оригинала 8. 7. 2007. г. Приступљено 3. 9. 2007.
192. ↑  Article 21 of the Treaty on European Union (as inserted by the Treaty of Lisbon), on „eur-lex.europa.eu”. Архивирано из оригинала 09. 03. 2013. г. Приступљено 11. 12. 2021.
193. ↑  „Divided EU agrees Iraq statement”. BBC News. BBC. 27. 1. 2003. Архивирано из оригинала 11. 01. 2006. г. Приступљено 13. 3. 2009.
194. ↑  Rettman, Andrew (23 October 2009) „EU states envisage new foreign policy giant”. Архивирано из оригинала 05. 06. 2011. г. Приступљено 12. 12. 2021., EU Observer
195. ↑  „European External Action Service gives Europe voice on world stage”. German Foreign Ministry. 1. 12. 2010. Архивирано из оригинала 03. 12. 2010. г. Приступљено 4. 6. 2013.
196. ↑  „European External Action Service”. Europa web portal. 2010. Архивирано из оригинала 21. 09. 2016. г. Приступљено 26. 6. 2010.
197. ↑  Peterson, John (август 2008). „Enlargement, reform and the European Commission. Weathering a perfect storm?”. Journal of European Public Policy. 15 (5): 761—780. S2CID 154664296. doi:10.1080/13501760802133328.
198. ↑  Bildt, Carl (2005). „Europe must keep its 'soft power'”. Financial Times on Centre for European Reform. Архивирано из оригинала 9. 6. 2007. г. Приступљено 26. 6. 2007.
199. ↑  Wilkinson 2007, стр. 100.
200. ↑  „NATO Member Countries”. Архивирано из оригинала 24. 09. 2011. г. Приступљено 25. 8. 2009.
201. ↑  Laursen, Finn (1. 6. 1997). „The EU 'neutrals,' the CFSP and defence policy”. Biennial Conference of the European Union Studies Association. Seattle, WA: University of Pittsburgh. стр. 27. Архивирано из оригинала 19. 07. 2010. г. Приступљено 24. 7. 2009.
202. ↑  „Statement of the Presidency of the Permanent Council of the WEU” (PDF). Архивирано из оригинала (PDF) 10. 10. 2017. г. – on behalf of the High Contracting Parties to the Modified Brussels Treaty – Belgium, France, Germany, Greece, Italy, Luxembourg, the Netherlands, Portugal, Spain and the United Kingdom – Western European Union 31 March 2010.
203. ↑  „Post-Brexit EU Defence Policy: Is Germany Leading towards a European Army?”. Архивирано из оригинала 06. 11. 2021. г. Приступљено 12. 12. 2021., e-International Relations, 5 July 2020
204. ↑  „Treaty on the prohibition of nuclear weapons ─ the 'Ban Treaty'”. European Parliament. 17. 1. 2018. Архивирано из оригинала 04. 11. 2021. г. Приступљено 12. 12. 2021.
205. ↑  Council of the European Union (јул 2009). „EU battlegroups” (PDF). Europa web portal. Архивирано из оригинала (PDF) 04. 11. 2013. г. Приступљено 3. 6. 2013.
206. ↑  Council of the European Union (април 2003). „Overview of the missions and operations of the European Union”. Europa web portal. Архивирано из оригинала 2. 12. 2011. г. Приступљено 3. 6. 2013.
207. ↑  Council of the European Union. „CSDP structures and instruments”. Europa web portal. Архивирано из оригинала 30. 05. 2013. г. Приступљено 3. 6. 2013.
208. ↑  „The Russo-Georgian War and Beyond: towards a European Great Power Concert, Danish Institute of International Studies”. Diis.dk. Архивирано из оригинала 29. 4. 2011. г. Приступљено 27. 4. 2010.
209. ↑  „ECHO's finances”. ec.europa.eu. Humanitarian Aid and Civil Protection, European Commission. Архивирано из оригинала 18. 7. 2013. г.
210. 1 2 3  Mikaela Gavas „Financing European development cooperation: the Financial Perspectives 2014–2020.”. 2010. Архивирано из оригинала 16. 03. 2011. г. London: Overseas Development Institute
211. ↑  " Архивирано на веб-сајту  (18. октобар 2019)." ec.europa.eu. Приступљено 9 December 2018. "ACP – Main funding programmes."
212. ↑  „Development aid rises again in 2016” (PDF). OECD. 11. 4. 2017. Архивирано (PDF) из оригинала 15. 09. 2017. г. Приступљено 23. 12. 2017.
213. ↑  GHA (22. 2. 2015). „GHA report 2014”. globalhumanitarianassistance.org. Архивирано из оригинала 06. 02. 2015. г. Приступљено 12. 12. 2021.
214. ↑  OECD (4. 8. 2013). „Aid to developing countries (2013)”. OECD. Архивирано из оригинала 23. 06. 2018. г. Приступљено 12. 12. 2021.
215. ↑  „Archived copy”. Архивирано из оригинала 11. 8. 2011. г. Приступљено 27. 8. 2011.
216. ↑  „Partnership and cooperation agreement (PCA) – EU monitor”. www.eumonitor.eu. Архивирано из оригинала 19. 03. 2022. г. Приступљено 12. 12. 2021.
217. ↑  „Central Intelligence Agency”. Cia.gov. Архивирано из оригинала 27. 04. 2019. г. Приступљено 26. 4. 2011.
218. ↑  „World trade report 2009” (PDF). WTO information website. Архивирано (PDF) из оригинала 01. 04. 2022. г. Приступљено 12. 12. 2021.
219. ↑  „EU position in world trade”. European Commission. Архивирано из оригинала 05. 03. 2016. г. Приступљено 24. 5. 2015.
220. 1 2  Se-jeong, Kim (19. 7. 2009). „EU-Korea FTA Will Be a Long Process: Greek Ambassador”. The Korea Times. Архивирано из оригинала 10. 05. 2011. г. Приступљено 15. 8. 2009.
221. ↑  „Free trade agreements”. European Commission. 15. 4. 2016. Архивирано из оригинала 22. 06. 2019. г. Приступљено 22. 5. 2018.
222. ↑  „Agreements”. European Commission. Архивирано из оригинала 20. 12. 2017. г. Приступљено 17. 3. 2016.
223. ↑  „The European Union and its trade partners | Fact Sheets on the European Union | European Parliament”. www.europarl.europa.eu (на језику: енглески). Архивирано из оригинала 07. 06. 2021. г. Приступљено 7. 6. 2021.
224. ↑  Wong, Audrye (мај 2021). „How Not to Win Allies and Influence Geopolitics China's Self-Defeating Economic Statecraft”. Foreign Affairs. 100 (3). Архивирано из оригинала 03. 02. 2018. г. Приступљено 12. 12. 2021.
225. ↑  „3.17E+14 USD to EUR | Convert US Dollars to Euros | XE”. www.xe.com. Архивирано из оригинала 04. 11. 2021. г. Приступљено 13. 12. 2021.
226. ↑  „Global Wealth Report 2019” (PDF). Credit Suisse. Архивирано из оригинала (PDF) 23. 10. 2019. г.
227. 1 2  „The Single Market”. Europa web portal. Архивирано из оригинала 1. 10. 2007. г. Приступљено 27. 6. 2007.
228. ↑  „Triennial Central Bank Survey 2007” (PDF). BIS. 19. 12. 2007. Архивирано (PDF) из оригинала 05. 11. 2015. г. Приступљено 25. 7. 2009.
229. ↑  Aristovnik, Aleksander; Čeč, Tanja (30. 3. 2010). „Compositional Analysis of Foreign Currency Reserves in the 1999–2007 Period. The Euro vs. The Dollar As Leading Reserve Currency” (PDF). Munich Personal RePEc Archive, Paper No. 14350. Архивирано (PDF) из оригинала 25. 08. 2013. г. Приступљено 27. 12. 2010.
230. ↑  Boesler, Matthew (11. 11. 2013). „There Are Only Two Real Threats To The US Dollar's Status As The International Reserve Currency”. Business Insider. Архивирано из оригинала 06. 11. 2021. г. Приступљено 8. 12. 2013.
231. ↑  „Global 500 2010: Countries – Australia”. Fortune. Архивирано из оригинала 21. 11. 2020. г. Приступљено 8. 7. 2010. Number of companies data taken from the "Pick a country" box.
232. ↑  „Euro area unemployment rate at 10.3%, EU28 at 8.9%” (PDF). Europa web portal. 1. 3. 2016. Архивирано (PDF) из оригинала 04. 03. 2016. г. Приступљено 1. 3. 2016.
233. ↑  „Database – Eurostat”. ec.europa.eu. Архивирано из оригинала 12. 07. 2018. г. Приступљено 13. 12. 2021.
234. ↑  „Regional GDP per capita ranged from 31% to 626% of the EU average in 2017” (PDF). ec.europa.eu. Архивирано (PDF) из оригинала 02. 09. 2019. г. Приступљено 13. 12. 2021.
235. ↑  Commission, European. „A Single Market for goods”. Europa web portal. Архивирано из оригинала 21. 6. 2007. г. Приступљено 27. 6. 2007.
236. ↑  Commission, European. „A Single Market for Capital”. Europa web portal. Архивирано из оригинала 18. 5. 2007. г. Приступљено 27. 6. 2007.
237. ↑  Commission, European. „Living and working in the Single Market”. Europa web portal. Архивирано из оригинала 13. 6. 2007. г. Приступљено 27. 6. 2007.
238. ↑  Commission, European. „A Single Market for Services”. Europa. Архивирано из оригинала 10. 6. 2007. г. Приступљено 27. 6. 2007.
239. ↑  Kuchler, Teresa (25. 10. 2006). „Almunia says 'undesirable' to act on Sweden's euro refusal”. EUobserver.com. Архивирано из оригинала 11. 02. 2009. г. Приступљено 26. 12. 2006.
240. ↑  „ECB, ESCB and the Eurosystem”. European Central Bank. Архивирано из оригинала 11. 08. 2013. г. Приступљено 15. 9. 2007.
241. ↑  „ECB, ESCB and the Eurosystem”. European Central Bank. Архивирано из оригинала 11. 08. 2013. г. Приступљено 7. 7. 2011.
242. ↑  „Europe seals deal on financial supervision”. euobserver.com. Архивирано из оригинала 19. 05. 2023. г. Приступљено 13. 12. 2021.
243. 1 2  „Energy consumption and production: EU27 energy dependence rate at 54% in 2006: Energy consumption stable” (PDF) (Саопштење). Eurostat. 10. 7. 2008. Архивирано из оригинала (PDF) 23. 9. 2008. г. Приступљено 12. 9. 2008.
244. 1 2  „EU supply and demand for nuclear fuels” (PDF). Euratom Supply Agency – Annual Report 2007. Luxembourg: Office for Official Publications of the European Communities. 2008. стр. 22. ISBN 978-92-79-09437-8. Архивирано (PDF) из оригинала 13. 08. 2020. г. Приступљено 13. 12. 2021.
245. 1 2  „Q&A: EU energy plans”. BBC. 9. 3. 2007. Архивирано из оригинала 24. 02. 2007. г. Приступљено 13. 7. 2007.
246. ↑  „The European Power Sector in 2020 / Up-to-Date Analysis on the Electricity Transition” (PDF). ember-climate.org. Ember and Agora Energiewende. 25. 1. 2021. Архивирано (PDF) из оригинала 25. 1. 2021. г.
247. ↑  Yenikeyeff, Shamil Midkhatovich (новембар 2008). „Kazakhstan's Gas: Export Markets and Export Routes” (PDF). Oxford Institute for Energy Studies. Архивирано (PDF) из оригинала 08. 08. 2019. г. Приступљено 17. 11. 2011.
248. ↑  „'Low-carbon economy' proposed for Europe”. NBC News. 10. 1. 2007. Архивирано из оригинала 23. 09. 2020. г. Приступљено 24. 1. 2007.
249. ↑  Abnett, Kate; Nasralla, Shadia (17. 7. 2020). „EU's greenhouse gas strategy fails to plug methane hole”. Reuters. Архивирано из оригинала 19. 03. 2022. г. Приступљено 13. 12. 2021.
250. ↑  Parliament, European. „Ukraine-Russia gas dispute – call for stronger EU energy policy”. Europa web portal. Архивирано из оригинала 02. 11. 2015. г. Приступљено 27. 2. 2008.
251. ↑  „The trans-European transport network: new guidelines and financial rules” (PDF). Europa web portal. European Commission. 1. 10. 2003. Архивирано (PDF) из оригинала 09. 03. 2013. г. Приступљено 15. 8. 2007.
252. ↑  Mirea, Silvia. „The trans-European transport network: new guidelines and financial rules”. The Railway Journal. Архивирано из оригинала 23. 4. 2007. г. Приступљено 15. 8. 2007.
253. ↑  „White Paper on Transport”. Euractiv. 22. 9. 2004. Архивирано из оригинала 08. 08. 2011. г. Приступљено 15. 8. 2007.
254. ↑  „EUR 650 million for the Polish Road Network”. Архивирано из оригинала 19. 1. 2012. г. Приступљено 25. 11. 2010.
255. ↑  Barrot, Jacques. „Jacques Barrot Home Page, Commission vice president for transport”. Europa web portal. Архивирано из оригинала 24. 03. 2010. г. Приступљено 21. 7. 2007.
256. 1 2  Stead, David (22. 6. 2007).  Robert Whaples, ур. „Common Agricultural Policy”. EH.Net Encyclopedia. Архивирано из оригинала 12. 12. 2013. г. Приступљено 30. 8. 2007.
257. ↑  „Agriculture: Meeting the needs of farmers and consumers”. Europa: Gateway to the European Union. European Commission. 26. 8. 2011. Архивирано из оригинала 29. 11. 2011. г. Приступљено 4. 11. 2011.
258. 1 2  Jeffery, Simon (26. 6. 2003). „The EU common agricultural policy”. The Guardian. London. Архивирано из оригинала 27. 08. 2013. г. Приступљено 30. 8. 2007.
259. ↑  „Sugar: Commission proposes more market-, consumer- and trade-friendly regime”. Europa. 14. 4. 2007. Архивирано из оригинала 21. 05. 2012. г. Приступљено 30. 8. 2007.
260. ↑  „The Commission prohibits GE's acquisition of Honeywell”. Europa web portal. 3. 7. 2001. Архивирано из оригинала 29. 02. 2012. г. Приступљено 12. 11. 2007.
261. ↑  Gow, David (22. 10. 2007). „Microsoft caves in to European Commission”. The Guardian. London. Архивирано из оригинала 01. 09. 2013. г. Приступљено 12. 11. 2007.
262. 1 2 3  „Eurostat – Tables, Graphs and Maps Interface (TGM) table”. ec.europa.eu. Архивирано из оригинала 04. 06. 2019. г. Приступљено 13. 12. 2021.
263. ↑  „Social spending data”. OECD. Архивирано из оригинала 08. 07. 2019. г. Приступљено 13. 12. 2021.
264. ↑  „Así es el seguro europeo contra el paro que propone el futuro comisario de Empleo de la UE – elEconomista.es”. www.eleconomista.es. Архивирано из оригинала 17. 04. 2021. г. Приступљено 13. 12. 2021.
265. ↑  Johnston, Raymond (3. 12. 2020). „Proposed EU directive on minimum wage brews controversy from all sides”. Expats.cz. Архивирано из оригинала 21. 04. 2021. г. Приступљено 13. 12. 2021.
266. ↑  https://www.europarl.europa.eu/RegData/etudes/BRIE/2021/662900/IPOL_BRI(2021)662900_EN.pdf
267. ↑   (PDF) https://gaby-bischoff.eu/wp-content/uploads/2020/11/Statement-Framework-Directive-Minimum-Income.pdf. Недостаје или је празан параметар |title= (помоћ)
268. ↑  „Union of Equality: The Commission presents its first-ever strategy on LGBTIQ equality in the EU”. European Commission. 12. 11. 2020. Архивирано из оригинала 13. 06. 2021. г. Приступљено 13. 12. 2021.
269. ↑  Select Committee on European Union (2008). „Chapter 2: The European Union Structural and Cohesion Funds”. Nineteenth Report. Архивирано из оригинала 07. 03. 2012. г. Приступљено 28. 2. 2012.
270. ↑  „EU Structural and Cohesion funds”. Архивирано из оригинала 29. 5. 2010. г. Приступљено 1. 11. 2010.
271. 1 2  Jordan & Adelle 2012.
272. 1 2 3  Institute for European Environmental Policy (2012) Manual of European Environmental Policy, Earthscan, London.
273. ↑  Johnson, S.P. and Corcelle, G. (1989) The Environmental Policy of the European Communities, Graham & Trotman, London
274. ↑  „EUR-Lex – l28027 – EN – EUR-Lex”. eur-lex.europa.eu. Архивирано из оригинала 29. 07. 2017. г. Приступљено 13. 12. 2021.
275. ↑  Aldred, Jessica (23. 1. 2008). „EU sets 20% target for carbon cuts”. The Guardian. London. Архивирано из оригинала 01. 09. 2013. г. Приступљено 29. 2. 2008.
276. ↑  „Progress made in cutting emissions”. European Commission. Архивирано из оригинала 22. 09. 2021. г. Приступљено 21. 11. 2019.
277. ↑  „EU Emissions Trading System (EU ETS)”. Climate Action – European Commission. 23. 11. 2016. Архивирано из оригинала 05. 05. 2021. г. Приступљено 13. 12. 2021.
278. ↑  Berman, Sheri (3. 6. 2019). „Populists, greens and the new map of European politics”. Social Europe. Архивирано из оригинала 21. 06. 2019. г. Приступљено 21. 6. 2019.
279. ↑  „EU summit deadlock over top jobs and climate discord”. 21. 6. 2019. Архивирано из оригинала 19. 04. 2021. г. Приступљено 13. 12. 2021.
280. ↑  Van Hoof, Sam (30. 7. 2021). „European Commission launches proposals to reach 55% emissions reduction by 2030”. Sustainable Developpment Solution Network. Приступљено 8. 10. 2021.
281. ↑  Harvey, Fiona (17. 9. 2021). „US and EU pledge 30% cut in methane emissions to limit global heating”. The Guardian. Архивирано из оригинала 17. 11. 2021. г. Приступљено 8. 10. 2021.
282. ↑  „Global Emissions”. Center for Climate and Energy Solutions. Архивирано из оригинала 08. 11. 2020. г. Приступљено 11. 11. 2020.
283. ↑  Commission, European. „The Erasmus programme celebrates its 20th anniversary”. Europa web portal. Архивирано из оригинала 3. 7. 2007. г. Приступљено 21. 7. 2007.; Jean-Sébastien, Lefebvre (22. 1. 2007). „Erasmus turns 20 – time to grow up?”. Café Babel. Архивирано из оригинала 12. 9. 2010. г. Приступљено 10. 8. 2007.
284. ↑  EACEA. „About the Education, Audiovisual and Culture Executive Agency”. Europa web portal. Архивирано из оригинала 29. 4. 2015. г. Приступљено 21. 7. 2007.
285. ↑  Commission, European. „Lifelong Learning Programme”. Europa web portal. Архивирано из оригинала 19. 07. 2013. г. Приступљено 21. 7. 2007.
286. ↑  Council, European Research. „What is the ERC?”. Europa web portal. Архивирано из оригинала 13. 08. 2011. г. Приступљено 21. 7. 2007.
287. ↑  Commission, European. „Energy”. Europa web portal. Архивирано из оригинала 20. 11. 2015. г. Приступљено 12. 11. 2007.
288. ↑  „Europa web portal”. Europa (web portal). Архивирано из оригинала 12. 11. 2010. г. Приступљено 26. 11. 2010.
289. ↑  „Europa web portal”. Europa (web portal). Архивирано из оригинала 11. 11. 2010. г. Приступљено 26. 11. 2010.
290. ↑  „Europa web portal”. Europa (web portal). 18. 11. 2010. Архивирано из оригинала 05. 12. 2010. г. Приступљено 26. 11. 2010.
291. ↑  „info about health care and EHIC”. Nhs.uk. 29. 4. 2010. Архивирано из оригинала 25. 11. 2010. г. Приступљено 26. 11. 2010.
292. ↑  „Consilium.europa.eu” (PDF). Архивирано (PDF) из оригинала 12. 05. 2013. г. Приступљено 3. 6. 2013.
293. ↑  „Eur-lex.europa.eu”. Архивирано из оригинала 25. 04. 2013. г. Приступљено 3. 6. 2013.
294. ↑  „NHSconfed.org”. NHSconfed.org. 17. 5. 2011. Архивирано из оригинала 28. 7. 2013. г. Приступљено 3. 6. 2013.
295. ↑  „2019 Human Development Index Ranking | Human Development Reports”. hdr.undp.org. Архивирано из оригинала 30. 4. 2020. г. Приступљено 4. 2. 2020.
296. ↑  „In Europe, life expectancy is lower in the east”. The Economist. Архивирано из оригинала 19. 04. 2021. г. Приступљено 13. 12. 2021.
297. ↑  „Life expectancy: Are you in one of the top 5 regions?”. ec.europa.eu. Архивирано из оригинала 24. 10. 2021. г. Приступљено 13. 12. 2021.
298. 1 2  Bozoki, Andras. „Cultural Policy and Politics in the European Union” (PDF). Cultural Policy and Politics in the European Union.pdf. Архивирано из оригинала (PDF) 22. 2. 2013. г. Приступљено 4. 6. 2013.
299. ↑  Commission, European. „European Culture Month”. Europa web portal. Архивирано из оригинала 2. 2. 2008. г. Приступљено 27. 2. 2008.
300. ↑  „An Overture to the European Union Youth Orchestra”. The European Youth Orchestra. Архивирано из оригинала 11. 6. 2007. г. Приступљено 12. 8. 2007.
301. ↑  Commission, European. „European Capitals of Culture”. Europa web portal. Архивирано из оригинала 3. 8. 2010. г.
302. ↑  Fordyce, Tom (11. 7. 2007). „10 years since Bosman”. BBC News. Архивирано из оригинала 09. 03. 2006. г. Приступљено 13. 7. 2007.
303. ↑  „IOC, FIFA presidents welcomes new EU treaty, call it breakthrough to give sports more power”. International Herald Tribune. 19. 10. 2007. Архивирано из оригинала 1. 12. 2008. г. Приступљено 21. 10. 2007.
304. ↑  „Sports coaches from Israel travel to UK for training”. Eeas.europa.eu. 29. 3. 2011. Приступљено 3. 6. 2013.
305. ↑  „Thirty-sixth meeting of the ministers' deputies: resolution (55) 32” (PDF). Council of Europe. 9. 12. 1955. Архивирано из оригинала (PDF) 28. 5. 2009. г. Приступљено 2. 2. 2008.
306. ↑  Guide graphique relatif à l'emblème européen (1996), p. 3: Description symbolique: Sur le fond bleu du ciel, les étoiles figurant les peuples d'Europe forment un cercle en signe d'union. Elles sont au nombre invariable de douze, symbole de la perfection et de la plénitude...Description héraldique: Sur fond azur, un cercle composé de douze étoiles d'or à cinq rais, dont les pointes ne se touchent pas. c.f. „Graphical specifications for the European Emblem”. European Commission. Архивирано из оригинала 22. 6. 2006. г. Приступљено 4. 8. 2004.
307. ↑  „Council of Europe”. www.coe.int. Архивирано из оригинала 19. 12. 2009. г.
308. ↑  Demey 2007, стр. 387.
309. ↑  „Der Karlspreisträger Seine Heiligkeit Papst Johannes Paul II. außerordentlicher Karlspreis 2004”. Karlspreis.de. Архивирано из оригинала 17. 1. 2012. г. Приступљено 1. 1. 2012.
310. ↑  Chamberlin, Russell (2004). The Emperor Charlemagne. Stroud, Gloucestershire: The History Press. ISBN 978-0-7509-3482-4.
311. ↑  „Laureates”. karlspreis.de. Приступљено 12. 2. 2016.
312. ↑  „Winners 2015”. charlemagneyouthprize.eu. Архивирано из оригинала 12. 12. 2015. г. Приступљено 12. 2. 2016.
313. ↑  Maria Poptcheva, Press freedom in the EU Legal framework and challenges, EPRS | European Parliamentary Research Service, Briefing April 2015
314. ↑  „European Neighbourhood Policy and Enlargement Negotiations”. European Commission. Архивирано из оригинала 24. 1. 2016. г. Приступљено 8. 2. 2016.
315. ↑  Mollin 2006, стр. 56
316. ↑  „2018 EU Media Survey” (PDF). ComRes/Burson-Marsteller. 2018. Архивирано из оригинала (PDF) 03. 12. 2021. г. Приступљено 13. 12. 2021.
317. ↑  „How is ARTE funded?”. ARTE Entreprise. Архивирано из оригинала 28. 04. 2016. г. Приступљено 26. 6. 2016.
318. ↑  „Media Programme”. Europa. European Commission. Архивирано из оригинала 21. 6. 2013. г. Приступљено 13. 6. 2013.
319. 1 2 3  Campos, Nauro F.; Coricelli, Fabrizio; Moretti, Luigi (1. 5. 2019). „Institutional integration and economic growth in Europe”. Journal of Monetary Economics. 103: 88—104. ISSN 0304-3932. doi:10.1016/j.jmoneco.2018.08.001 .
320. ↑  Caliendo, Lorenzo; Parro, Fernando; Opromolla, Luca David; Sforza, Alessandro (2021). „Goods and Factor Market Integration: A Quantitative Assessment of the EU Enlargement”. Journal of Political Economy. 129 (12): 3491—3545. ISSN 0022-3808. doi:10.1086/716560.
321. ↑  Diez, Thomas; Stetter, Stephan; Albert, Mathias (јул 2006). „The European Union and Border Conflicts: The Transformative Power of Integration”. International Organization. 60 (3): 563—593. ISSN 1531-5088. S2CID 102491575. doi:10.1017/S0020818306060218.
322. ↑  Diez, Thomas; Albert, Mathias; Stetter, Stephan, ур. (2008). The European Union and Border Conflicts: The Power of Integration and Association. Cambridge Core. ISBN 978-0-511-49133-7. doi:10.1017/cbo9780511491337. Приступљено 19. 12. 2019.
323. ↑  Poast, Paul; Chinchilla, Alexandra (2020). „Good for democracy? Evidence from the 2004 NATO expansion”. International Politics. 57 (3): 471—490. ISSN 1740-3898. S2CID 219012478. doi:10.1057/s41311-020-00236-6.
324. 1 2  Risse, Thomas (2009). „Conclusions: Towards Transatlantic Democracy Promotion?”.  Ур.: Magen, Amichai; Risse, Thomas; McFaul, Michael A. Promoting Democracy and the Rule of Law. Promoting Democracy and the Rule of Law: American and European Strategies. Governance and Limited Statehood Series. Palgrave Macmillan UK. стр. 244–271. ISBN 978-0-230-24452-8. doi:10.1057/9780230244528_9.
325. ↑  Kelemen, R. Daniel (3. 3. 2020). „The European Union's authoritarian equilibrium”. Journal of European Public Policy. 27 (3): 481—499. ISSN 1350-1763. doi:10.1080/13501763.2020.1712455 .